# Bầu cử tổng thống Hoa Kỳ 1908
Cuộc bầu cử tổng thống Hoa Kỳ năm 1908 là cuộc bầu cử tổng thống bốn năm một lần lần thứ 31, được tổ chức vào thứ Ba, ngày 3 tháng 11 năm 1908. Ứng cử viên Đảng Cộng hòa William Howard Taft đã đánh bại William Jennings Bryan, người có 3 lần là ứng cử viên Đảng Dân chủ.

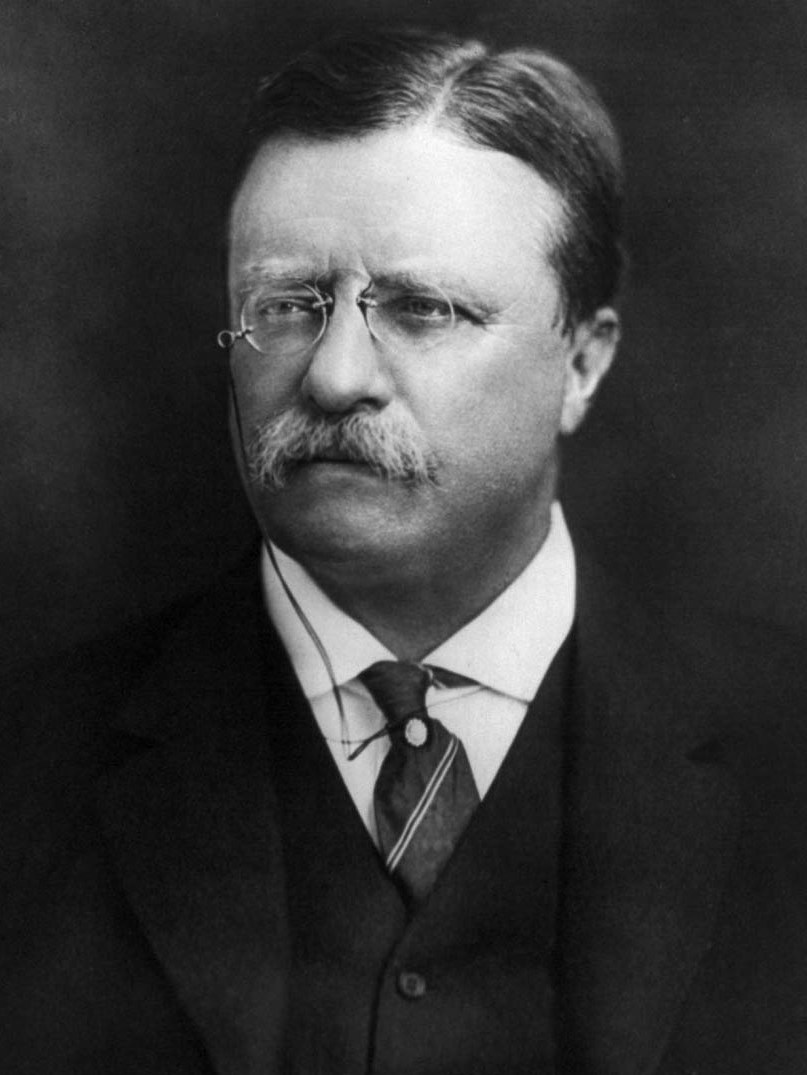
Tổng thống đương nhiệm vào năm 1908, Theodore Roosevelt. Nhiệm kỳ thứ hai của ông kết thúc vào trưa ngày 4 tháng 3 năm 1909.

Tổng thống đương nhiệm Theodore Roosevelt đã tôn trọng lời hứa không tranh cử lần thứ ba (về mặt kỹ thuật là nhiệm kỳ đầy đủ thứ hai) và thuyết phục người bạn thân của ông, Taft, trở thành người thay ông tranh cử. Với sự hỗ trợ của Roosevelt, Taft đã giành được đề cử tổng thống tại Đại hội toàn quốc Đảng Cộng hòa năm 1908 ngay từ lần đầu tiên. Đảng Dân chủ đề cử Bryan, người đã hai lần bị đánh bại vào năm 1896 và 1900, bởi ứng cử viên đảng Cộng hòa William McKinley.
Bryan, một phần của phe tự do/cấp tiến hơn trong Đảng Dân chủ, đã tiến hành một chiến dịch mạnh mẽ chống lại giới doanh nhân tinh hoa đầy quyền lực của Hoa Kỳ. Nhưng ngay cả như vậy, ông vẫn nhận thất bại nặng nề nhất trong ba lần tranh cử tổng thống về cả phiếu phổ thông lẫn phiếu đại cử tri. Taft đã giành được 51,6% tổng số phiếu phổ thông và giành chiến thắng ở hầu hết các bang bên ngoài miền Nam. Chiến thắng của Taft đã mang lại cho đảng Cộng hòa chiến thắng thứ tư liên tiếp trong các cuộc bầu cử tổng thống. Đảng Cộng hòa mất chức tổng thống 4 năm sau đó vào tay Đảng Dân chủ do chia rẽ giữa Taft và Roosevelt. Hai ứng cử viên từ các đảng nhỏ, Eugene V. Debs của Đảng Xã hội và Eugene W. Chafin của Đảng Cấm rượu, mỗi người giành được hơn 1% số phiếu phổ thông. Đây cũng là cuộc bầu cử cuối cùng trước khi Arizona và New Mexico trở thành tiểu bang vào ngày 6 tháng 1 và ngày 14 tháng 2 năm 1912.

## Đề cử

### Đề cử của Đảng Cộng hòa
| Đề cử của Đảng Cộng hòa năm 1908                |                                                 |
| William Howard Taft                             | James S. Sherman                                |
| cho Tổng thống                                  | cho Phó Tổng thống                              |
|                                                 |                                                 |
| Bộ trưởng Chiến tranh Hoa Kỳ thứ 42 (1904–1908) | Dân biểu Hoa Kỳ từ Khu 27, New York (1903–1909) |
|                                                 |                                                 |

#### Ứng cử viên
| Ứng cử viên được liệt kê theo số đại biểu giành được    |                                                             |                                           |                                                        |                                                     |                                                |                                           |                                                      |
| William H. Taft                                         | Philander C. Knox                                           | Charles E. Hughes                         | Joseph G. Cannon                                       | Charles W. Fairbanks                                | Robert M. La Follette                          | Joseph B. Foraker                         | Leslie M. Shaw                                       |
|                                                         |                                                             |                                           |                                                        |                                                     |                                                |                                           |                                                      |
| Bộ trưởng Chiến tranh Hoa Kỳ thứ 42 từ Ohio (1904–1908) | Bộ trưởng Tư pháp Hoa Kỳ thứ 44 từ Pennsylvania (1901–1904) | Thống đốc thứ 36 của New York (1907–1910) | Chủ tịch Hạ viện Hoa Kỳ thứ 35 từ Illinois (1903–1911) | Phó Tổng thống Hoa Kỳ thứ 26 từ Indiana (1905–1909) | Thượng nghị sĩ Hoa Kỳ từ Wisconsin (1906–1925) | Thượng nghị sĩ Hoa Kỳ từ Ohio (1897–1909) | Bộ trưởng Ngân khố Hoa Kỳ thứ 43 từ Iowa (1902–1907) |
| Đại biểu: 549                                           | Đại biểu: 67                                                | Đại biểu: 54                              | Đại biểu: 46                                           | Đại biểu: 32                                        | Đại biểu: 25                                   | Đại biểu: 5                               | Đại biểu: 0                                          |

Cuộc đua giành đề cử của Đảng Cộng hòa đánh dấu sự ra đời của hệ thống bầu cử sơ bộ tại Hoa Kỳ. Ý tưởng về hệ thống này được các chính trị gia như Thống đốc New York Charles Evans Hughes và Thượng nghị sĩ Albert B. Cummins ủng hộ. Bang đầu tiên tổ chức bầu cử sơ bộ tổng thống để chọn đại biểu tham dự đại hội toàn quốc là Florida vào năm 1904. Đầu năm 1908, hai ứng cử viên duy nhất của Đảng Cộng hòa tham gia các chiến dịch tranh cử tổng thống trên toàn quốc là Bộ trưởng Chiến tranh William Howard Taft và Thống đốc Joseph B. Foraker, cả hai đều xuất thân từ bang Ohio. Trong cuộc đua giành đề cử, bốn bang đã tổ chức bầu cử sơ bộ để chọn ra các đại biểu dự đại hội toàn quốc. Tại Ohio, Đảng Cộng hòa đã tổ chức bầu cử sơ bộ vào ngày 11 tháng 2. Các ứng cử viên cam kết bầu Taft được in trên lá phiếu của Taft, và các ứng cử viên cam kết bầu Foraker được in trên lá phiếu của ông. Taft sau đó giành chiến thắng vang dội tại Ohio. Ba bang tổ chức bầu cử sơ bộ để chọn đại biểu theo nhóm dẫn đến kết quả khác nhau: California chọn nhóm đại biểu ủng hộ Taft; Wisconsin thì chọn nhóm ủng hộ Thượng nghị sĩ Wisconsin Robert M. La Follette, Sr., và Pennsylvania chọn nhóm ủng hộ Thượng nghị sĩ Philander C. Knox.
Đại hội Đảng Cộng hòa năm 19028 được tổ chức tại Chicago từ ngày 16 đến ngày 19 tháng 6. William Howard Taft được đề cử với 702 phiếu bầu so với 68 cho Knox, 67 cho Hughes, 58 cho Cannon, 40 cho Fairbanks, 25 cho La Follette, 16 cho Foraker, 3 cho Tổng thống Roosevelt và một phiếu trắng. 
| Phiếu bầu ứng cử viên Tổng thống |       |       |
| Ứng viên                         | Lần 1 | Lần 2 |
| William Howard Taft              | 702   | 980   |
| Philander C. Knox                | 68    | -     |
| Charles Evans Hughes             | 67    | -     |
| Joseph Gurney Cannon             | 58    | -     |
| Charles W. Fairbanks             | 40    | -     |
| Robert M. La Follette            | 25    | -     |
| Joseph B. Foraker                | 16    | -     |
| Theodore Roosevelt               | 3     | -     |
| Không bỏ phiếu                   | 1     | -     |

Dân biểu James S. Sherman từ New York nhận được đề cử làm phó tổng thống.
| Phiếu bầu ứng cử viên Phó Tổng thống |       |       |
| Ứng viên                             | Lần 1 | Lần 2 |
| James S. Sherman                     | 816   | 980   |
| Franklin Murphy                      | 77    | -     |
| Curtis Guild, Jr.                    | 75    | -     |
| George L. Sheldon                    | 10    | -     |
| Charles W. Fairbanks                 | 1     | -     |
| Không bỏ phiếu                       | 1     | -     |

### Đề cử của Đảng Dân chủ
| Đề cử của Đảng Dân chủ năm 1908                |                                         |
| William Jennings Bryan                         | John W. Kern                            |
| cho Tổng thống                                 | cho Phó Tổng thống                      |
|                                                |                                         |
| Dân biểu Hoa Kỳ từ Khu 1, Nebraska (1891–1895) | Thượng nghị sĩ bang Indiana (1893–1897) |
| Chiến dịch                                     |                                         |
|                                                |                                         |

#### Ứng cử viên
| Ứng cử viên được liệt kê theo số đại biểu giành được |                                        |                                                              |                                   |
| William J. Bryan                                     | John A. Johnson                        | George Gray                                                  | Jesse R. Grant                    |
|                                                      |                                        |                                                              |                                   |
| Dân biểu Hoa Kỳ từ Khu 1, Nebraska (1891–1895)       | Thống đốc Minnesota thứ 16 (1905–1909) | Thẩm phán Tòa án Phúc thẩm Liên bang từ Delaware (1899–1914) | Kỹ sư và Doanh nhân từ California |
| Đại biểu: 549                                        | Đại biểu: 25                           | Đại biểu: 6                                                  | Đại biểu: 0                       |

| Tổng thống         | Tổng thống       | Phó Tổng thống | Phó Tổng thống |
| ------------------ | ---------------- | -------------- | -------------- |
| √ William J. Bryan | 888.5 / Nhất trí | √ John W. Kern | Nhất trí       |
| George Gray        | 59.5             |                |                |
| John A. Johnson    | 46               |                |                |
| Không bỏ phiếu     | 8                |                |                |

Khi cuộc bầu cử năm 1908 đến gần, William Jennings Bryan là ứng cử viên hàng đầu cho vị trí tổng thống của đảng Dân chủ. Đối thủ đáng gờm nhất của Bryan để giành đề cử là Thống đốc Minnesota John Albert Johnson. Câu chuyện từ nghèo khó trở nên giàu có của Johnson, sự trung thực, khuynh hướng cải cách và việc thắng cử ở một bang nghiêng hẳn về Đảng Cộng hòa đã khiến ông trở nên nổi tiếng trong thượng tầng Đảng Dân chủ. Vào tháng 3, Đại hội Đảng Dân chủ bang Minnesota đã nhất trí đề cử Johnson làm tổng thống. Tuy nhiên, đến cuối tháng 6, Bryan đã giành được hơn 2/3 số đại biểu cần thiết để được đề cử.
Đại hội toàn quốc đảng Dân chủ năm 1908 được tổ chức tại Denver từ ngày 7 đến ngày 10 tháng 7. Johnson, nhận thức được thực tế rằng việc giành được đề cử của Bryan chỉ còn là vấn đề thời gian, đã rút lui, qua đó cho phép Bryan giành được đề cử trong lần bỏ phiếu đầu tiên.
Bryan để lại quyền lựa chọn Phó Tổng thống cho các đại biểu. John W. Kern từ Indiana đã được nhất trí chọn làm ứng cử viên cho chức phó tổng thống mà không thông qua bất kỳ cuộc bỏ phiếu chính thức sau khi Charles A. Towne, Archibald McNeil và Clark Howell rút lui. Kern là cựu thượng nghị sĩ bang (1893-1897) và là ứng cử viên thống đốc hai lần (vào các năm 1900 và 1904).
Đáp lại việc đề cử Bryan và Kern, The New York Times đã chế giễu rằng liên danh tranh cử của đảng Dân chủ là "trước sau như một" bởi vì "một người đàn ông hai lần bị đánh bại trong cuộc đua giành chức Tổng thống thì đứng đầu nó, và một người đàn ông hai lần bị đánh bại trong cuộc đua giành chức thống đốc bang thì đứng ở phần đuôi của nó."

### Đảng nhỏ và chính khách độc lập

#### Đề cử của Đảng Nhân dân
| Đề cử của Đảng Nhân Dân năm 1908               |                                           |
| Thomas E. Watson                               | Samuel Williams                           |
| cho Tổng thống                                 | cho Phó Tổng thống                        |
|                                                |                                           |
| Dân biểu Hoa Kỳ từ Khu 10, Georgia (1891–1893) | Dân biểu Tiểu bang từ Indiana (1885–1887) |

Năm 1904, đảng Nhân dân đạt được nhiều kết quả khá tốt trên chính trường toàn quốc. Số phiếu phổ thông của nó gấp đôi số phiếu giành được trong cuộc bầu cử tổng thống trước đó và ở 10 bang, nó đã nhận được hơn 1% số phiếu bầu. Đảng cũng đề cử 47 ứng cử viên vào Hạ viện, mặc dù những người duy nhất được bầu đều được một trong các đảng lớn tán thành ủng hộ. Đảng vẫn duy trì liên minh với Đảng Dân chủ hoặc Đảng Cộng hòa ở nhiều bang.
Ba năm tiếp theo là khoảng thời gian đầy thử thách đối với đảng. Khi các đảng viên Đảng Dân chủ bắt đầu kêu gọi ủng hộ đề cử của Bryan vào năm 1908, nhà lãnh đạo Đảng Nhân dân miền Tây Thomas Tibbles đã thông báo rằng Đảng Nhân dân có thể sẽ không ủng hộ Bryan vì ông đề cao các lợi ích cho miền Đông hơn. Hai tháng sau, các đảng viên Đảng Dân chủ ở Nebraska đã quyết định trong đại hội cấp bang của mình rằng họ sẽ chấm dứt hợp tác với Đảng Nhân dân, nhưng nhanh chóng lật ngược quyết định.  Trong cuộc bầu cử giữa kỳ, đảng Nhân dân chỉ đề cử 10 ứng cử viên vào Hạ viện, bên cạnh việc chi nhánh Đảng Nhân dân tại Kansas chính thức giải tán vào tháng 12 khi lãnh đạo của nó gia nhập Đảng Cộng hòa.
Ủy ban Quốc gia Đảng Nhân dân nhóm họp vào ngày 26 tháng 11 năm 1907 để lên kế hoạch cho Đại hội toàn quốc diễn ra vào năm 1908. Chủ tịch Ủy ban James Ferriss nhiệt tình ủng hộ Thomas Watson ra tranh cử với hy vọng họ sẽ tạo dựng được một liên minh với một hoặc nhiều đảng nhỏ khác, có thể bao gồm cả Liên đoàn Độc lập hoặc Đảng Cấm rượu.
Vào ngày khai mạc đại hội Đảng, phái đoàn từ Nebraska đã tìm mọi cách để trì hoãn tiến trình của đại hội vì họ muốn đề cử Bryan thay vì Watson. Một trong những đại biểu của họ, AM Walling từ Nebraska, nói với tờ New York Times "chúng tôi sẽ bỏ Đại hội nếu họ cố gắng đề cử Thomas E. Watson hoặc bất kỳ ai khác. Chúng tôi không đơn độc, vì chúng tôi có sự ủng hộ của phái đoàn Minnesota, Georgia và có thể cả Michigan và Kansas".
Sau cùng, Đại hội được tổ chức vào ngày thứ hai. Những người ủng hộ Watson đã đề cử George A. Honnecker của New Jersey làm Chủ tịch Thường trực, đánh bại Jacob Coxey, người được nhóm ủng hộ Bryan đề cử. Cương lĩnh được thông qua của đảng nhấn mạnh sự cấp thiết của việc giải quyết lạm phát tiền tệ, quyền sở hữu công cộng đối với đường sắt, điện thoại và điện báo, luật lao động và lệnh cấm đánh bạc trong tương lai. Khi thời gian bỏ phiếu bắt đầu, Đại hội đã xuất hiện những rạn nứt từ trong nội bộ khi phái đoàn Nebraska đã tự ý rời khỏi Đại hội ngay sau khi Watson được đề cử, theo sau họ là TJ Weighan, đại biểu duy nhất đại diện cho Minnesota. Watson sau đó được đề cử làm Tổng thống trong khi Samuel Williams từ Indiana được đề cử làm Phó Tổng thống.

#### Đề cử của Đảng Xã hội
| Đề cử của Đảng Xã hội năm 1908                  |                         |
| Eugene V. Debs                                  | Ben Hanford             |
| cho Tổng thống                                  | cho Phó Tổng thống      |
|                                                 |                         |
| Thượng nghị sĩ Tiểu bang từ Indiana (1885–1889) | Kỹ sư in ấn từ New York |
| Chiến dịch                                      |                         |

| Ứng cử viên được liệt kê theo số đại biểu giành được |                                                     |                                             |                                                                                |                                                         |
| Eugene V. Debs                                       | James F. Carey                                      | Carl D. Thompson                            | Algie M. Simons                                                                | Maximillian S. Hayes                                    |
|                                                      |                                                     |                                             |                                                                                |                                                         |
| Cựu Thượng nghị sĩ Tiểu bang từ Indiana (1885–1889)  | Cựu Dân biểu Tiểu bang từ Massachusetts (1899–1903) | Dân biểu Tiểu bang từ Wisconsin (1906–1908) | Cựu Biên tập viên của Tạp chí Xã hội chủ nghĩa Quốc tế từ Illinois (1900–1908) | Biên tập viên của Cleveland Citizen từ Ohio (1891–1940) |
| Đại biểu: 159                                        | Đại biểu: 16 TCTC                                   | Đại biểu: 14                                | Đại biểu: 9                                                                    | Đại biểu: 0 TCTC                                        |
| [ 20 ]                                               | [ 20 ]                                              | [ 20 ]                                      | [ 20 ]                                                                         | [ 20 ]                                                  |

Các thành viên cấp tiến của đảng ủng hộ đề cử Bill Haywood. Sức khỏe của Debs là mối lo của Đảng cho đến khi Ben Hanford, một đại biểu của phái đoàn New York, đọc được lá thư của Debs nói rằng ông có sức khỏe tốt và sẽ ủng hộ bất kỳ ai giành được đề cử. Seymour Stedman, đối thủ của Debs, đã đề cử Algie Martin Simons, người được phe cánh hữu trong đảng ủng hộ. Victor L. Berger thì đề cử Carl D. Thompson và được Winfield R. Gaylord và Carolyn Lloyd Strobell ủng hộ. James F. Carey được Ida Crouch-Hazlett đề cử. Đề cử của Max S. Hayes được Alfred Wagenknecht ủng hộ. Trong khi đó, vào ngày 14 tháng 5 năm 1908, Debs, người được Phillip H. Callery đề cử và John Spargo ủng hộ, đã giành được đề cử trong lần bỏ phiếu đầu tiên với 159 phiếu trong tổng số 198 phiếu. Sau cuộc bỏ phiếu, Berger và Stedman đã đề xuất một thỏa hiệp nhằm thống nhất đề cử một liên danh. Carey ban đầu được các phái đoàn Massachusetts, Minnesota và Montana đề cử làm Phó Tổng thống, nhưng ông đã từ chối tranh cử giống như Caleb Lipscomb. Hanford do đó đã giành chiến thắng ngay từ lần bỏ phiếu đầu tiên chọn ứng viên Phó Tổng thống với 106 phiếu. Chiến dịch của Debs do J. Mahlon Barnes điều hành.     Đây là lần đầu tiên một ứng cử viên ngoài Debs được đề cử làm ứng cử viên Tổng thống của Đảng Xã hội. 
Lincoln Steffens ban đầu tin rằng Debs không phù hợp để được đề cử làm Tổng thống, nhưng sau đó đã nói với Brand Whitlock, thị trưởng Toledo, Ohio, bỏ phiếu cho Debs sau khi Steffens phỏng vấn cả Debs và Berger. Haywood đã gây quỹ để mua một đoàn tàu với hơn 200.000 nhà tài trợ, sau này được đặt tên là Red Special. Chuyến tàu của Debs khởi hành vào ngày 30 tháng 8 năm 1908, đi hơn 9.000 dặm và có 187 bài phát biểu trong 25 ngày. Hai mươi hai triệu bản của báo Kêu gọi Lý trí đã được phân phát trong chiến dịch và tờ báo đã thu hút được 50.000 người đăng ký.
Theodore Roosevelt tin rằng Đảng Xã hội sẽ thu hút những cử tri tiến bộ của Taft và chỉ trích các bài phát biểu của Debs "là bạo lực và tội phạm một cách văn thơ". Samuel Gompers, chủ tịch Liên đoàn Lao động Hoa Kỳ và là người ủng hộ Bryan, đã chỉ trích Debs, cáo buộc ông nhận tài trợ bí mật cho chuyến tàu của mình từ Đảng Cộng hòa. Để đáp trả, Đảng Xã hội công khai tên của những nhà tài trợ và số tiền họ quyên góp, đồng thời thách thức Gompers ra tranh luận, nhưng ông ta từ chối. Cựu Tổng thống Grover Cleveland và tờ Chicago Tribune dự đoán rằng Đảng Xã hội sẽ nhận được hơn một triệu phiếu bầu.
Debs hy vọng mình sẽ nhận được hơn một triệu phiếu bầu như dự đoán, nhưng sau cùng chỉ nhận được 420.852 phiếu bầu, tăng chỉ 20.000 phiếu bầu so với cuộc bầu cử năm 1904.
| Phiếu bầu ứng cử viên Tổng thống | 1      | 2        | Phiếu bầu ứng cử viên Phó Tổng thống | 1      | 2        |
| -------------------------------- | ------ | -------- | ------------------------------------ | ------ | -------- |
| Eugene V. Debs                   | 159    | Nhất trí | Ben Hanford                          | 106    | Nhất trí |
| James F. Carey                   | 16     |          | Seymour Stedman                      | 42     |          |
| Carl D. Thompson                 | 14     |          | May Wood Simons                      | 20     |          |
| Algie Martin Simons              | 9      |          | John W. Slayton                      | 15     |          |
|                                  |        |          | Caleb Lipscomb                       | 1      |          |
|                                  |        |          | George W. Woodbey                    | 1      |          |
| Tư liệu                          | [ 29 ] | [ 29 ]   | [ 29 ]                               | [ 29 ] | [ 29 ]   |

#### Đề cử của Đảng Lao động Xã hội Chủ nghĩa
| Đề cử của Đảng Lao động Xã hội Chủ nghĩa năm 1908 |                     |
| August Gillhaus                                   | Donald L. Munro     |
| cho Tổng thống                                    | cho Phó Tổng thống  |
|                                                   |                     |
| Kỹ sư từ New York                                 | Thợ máy từ Virginia |

Đảng Lao động Xã hội chủ nghĩa nhóm họp tại Thành phố New York từ ngày 2 tháng 7 đến ngày 5 tháng 7 tại Arlington Hall, St. Mark's Place. Trong khi số lượng thành viên ngày càng giảm do sức hút của Đảng Xã hội do Eugene Debs và Bill Haywood lãnh đạo, Daniel De Leon và đồng hương của ông vẫn cam kết duy trì đường lối riêng của họ, coi Debs và cương lĩnh của ông là "phản động". Một nỗ lực đã được thực hiện để phế truất Leon khỏi vị trí biên tập viên các tờ báo của Đảng nhằm tìm cách đề cử một ứng cử viên ôn hòa hơn, vì se ngại rằng các bài viết của Leon sẽ làm phật ý những cử tri tiềm năng của đảng. Nỗ lực sau cùng trở thành một thất bại ê chề khi tỷ lệ áp đảo đảng viên của đảng lên tiếng bảo vệ Leon. Khi đến thời điểm đề cử, Leon đã đích thân đề cử Martin Preston từ Nevada, người hiện đang thụ án tù vì tội giết người. Đặc biệt hơn cả, Preston lúc đó mới 32 tuổi, Leon cho rằng  "nếu như Preston được người dân lao động bầu lên, anh ta xứng đáng được ngồi vào chiếc ghế đó". Đề cử của Preston đã được nhất trí thông qua, với việc Donald Munro từ Virginia giành chiến thắng trước Arthur S. Dower từ Texas để giành được đề cử Phó Tổng thống. Các đề cử sau đó đã được hợp thức hóa tại Cooper Union sau khi đại hội kết thúc.
Tuy nhiên, chỉ vài ngày sau, trái lại suy nghĩ của đa số mọi người, Martin Preston trả lời trong một bức điện rằng ông sẽ không chấp nhận đề cử Tổng thống.  August Gillhaus của New York sau đó đã được đề cử thay cho Preston.

#### Đề cử của Đảng Cấm rượu
| Đề cử của Đảng Cấm rượu năm 1908 |                                   |
| Eugene W. Chafin                 | Aaron S. Watkins                  |
| cho Tổng thống                   | cho Phó Tổng thống                |
|                                  |                                   |
| Luật sư từ Illinois              | Giáo sư và Mục sư Giám lý từ Ohio |
| Chiến dịch                       |                                   |
|                                  |                                   |

Đảng Cấm rượu nhóm họp ở Columbus, Ohio, vào ngày 14 và 15 tháng 7 để đề cử ứng viên Tổng thống của mình. Eugene Chafin được đề cử ở lần bỏ phiếu thứ ba. Khi người về nhì trong lá phiếu đề cử Tổng thống William Palmore, một Mục sư Giám lý từ Missouri và là Biên tập viên của tờ St. Louis Christian Advocate, từ chối đề cử của ông cho chức Phó Tổng thống, đại hội đã nhanh chóng cho phép đề cử nhiều nhân vật mới và tổ chức một cuộc bỏ phiếu khác. Aaron Watkins của Ohio sau cùng giành được đa số trong lần bỏ phiếu đầu tiên.
| Tổng thống (Ghi chú) | Tổng thống (Ghi chú) | Tổng thống (Ghi chú) | Tổng thống (Ghi chú) | Tổng thống (Ghi chú) | Phó Tổng thống     | Phó Tổng thống | Phó Tổng thống | Phó Tổng thống |
| Ứng viên             | 1                    | 2                    | 3                    | Nhất trí             | Ứng viên           | Nhất trí       | 1              | Nhất trí       |
| -------------------- | -------------------- | -------------------- | -------------------- | -------------------- | ------------------ | -------------- | -------------- | -------------- |
| √ Eugene W. Chafin   | 195                  | 376                  | 636                  | 1,087                | √ Aaron S. Watkins | -              | ?              | 1,087          |
| William A. Palmore   | 273                  | 418                  | 415                  | -                    | William A. Palmore | 1,087          | -              | -              |
| Alfred L. Manierre   | 159                  | 121                  | 4                    | -                    | T. B. Demaree      | -              | ?              | -              |
| Daniel R. Sheen      | 124                  | 157                  | 12                   | -                    | Charles S. Holler  | -              | ?              | -              |
| Will W. Tracy        | 105                  | 81                   | 7                    | -                    | -                  | -              | -              | -              |
| Frederick F. Wheeler | 72                   | 73                   | -                    | -                    | -                  | -              | -              | -              |
| Oliver W. Stewart    | 61                   | 47                   | -                    | -                    | -                  | -              | -              | -              |
| James B. Cranfill    | 28                   | -                    | -                    | -                    | -                  | -              | -              | -              |
| George R. Stewart    | 7                    | -                    | -                    | -                    | -                  | -              | -              | -              |
| Charles Scanlon      | 1                    | -                    | -                    | -                    | -                  | -              | -              | -              |

#### Đề cử của Đảng Độc lập
| Đề cử của Đảng Độc lập năm 1908                      |                              |
| Thomas L. Hisgen                                     | John T. Graves               |
| cho Tổng thống                                       | cho Phó Tổng thống           |
|                                                      |                              |
| CEO của Hisgen Brothers từ Massachusetts (1888–1927) | Biên tập viên báo từ Georgia |

| Ứng cử viên được liệt kê theo số đại biểu giành được |                              |                                                   |                                           |                                                     |                                                    |
| Thomas L. Hisgen                                     | John Temple Graves           | Milford W. Howard                                 | Reuben R. Lyon                            | William R. Hearst                                   | William J. Bryan                                   |
|                                                      |                              |                                                   |                                           |                                                     |                                                    |
| CEO của Hisgen Brothers từ Massachusetts (1888–1927) | Biên tập viên báo từ Georgia | Cựu Dân biểu Hoa Kỳ từ Khu 7, Alabama (1895–1899) | Luật sư từ New York                       | Cựu Dân biểu Hoa Kỳ từ Khu 11, New York (1903–1907) | Cựu Dân biểu Hoa Kỳ từ Khu 1, Nebraska (1891–1895) |
| Đại biểu: 831                                        | Đại biểu: 213                | Đại biểu: 200                                     | Đại biểu: 71 RL: Trước lần bỏ phiếu thứ 2 | Đại biểu: 49 TCTC                                   | Đại biểu: 0 RL                                     |
| [ 35 ]                                               | [ 35 ]                       | [ 35 ]                                            | [ 35 ]                                    | [ 35 ]                                              | [ 35 ]                                             |

Thất vọng với thành tích của mình trong chiến dịch tranh đề cử Tổng thống của đảng Dân chủ năm 1904 và vỡ mộng về cơ hội lần thứ hai vào năm 1908, William Randolph Hearst quyết định tranh cử đại diện một đảng thứ ba do chính ông thành lập. Ban đầu được thành lập từ Liên đoàn Quyền Sở hữu thành phố, một "công cụ" giúp Hearst tranh cử không thành công cho chức thị trưởng New York vào năm 1905. Ý định ban đầu của Hearst là hợp nhất nó với tàn dư của Đảng Nhân dân do Thomas Watson, một cựu Dân biểu từ Georgia, lãnh đạo. Tuy nhiên, những ý định này đã bị tiêu tan khi mọi ứng cử viên mà Đảng Độc lập đề cử trong cuộc bầu cử tổ chức ở New York đều được bầu ngoại trừ chính Hearst, bất chấp sự ủng hộ của Đảng Dân chủ. Quá đau đớn, Hearst tuyên bố không bao giờ tranh gia tranh cử nữa.
Trong khi Hearst không còn là người được đề cử nữa, ông ấy hoàn toàn muốn dùng ảnh hưởng của mình tác động đến đại hội của Đảng Độc lập; trên thực tế, hầu hết nội dung của Cương lĩnh của đảng này đều là những tuyên bố đi theo quan điểm của Hearst. Thông qua ảnh hưởng của các bài báo và khoản tài trợ lớn của mình, Hearst hy vọng rằng liên danh Đảng Độc lập sẽ thu hút được cử tri ủng hộ William Jennings Bryan và dẫn đến một chiến thắng của Taft; mối thù cá nhân này bắt nguồn từ việc Bryan không ủng hộ nỗ lực tranh cử Tổng thống của chính Hearst vào năm 1904.
| Phiếu bầu ứng viên Tổng thống | Phiếu bầu ứng viên Tổng thống | Phiếu bầu ứng viên Tổng thống | Phiếu bầu ứng viên Tổng thống |
|                               | 1                             | 2                             | 3                             |
| ----------------------------- | ----------------------------- | ----------------------------- | ----------------------------- |
| Thomas L. Hisgen              | 396                           | 590                           | 831                           |
| John T. Graves                | 213                           | 189                           | 7                             |
| Milford W. Howard             | 200                           | 109                           | 38                            |
| Reuben R. Lyon                | 71                            | 0                             | 0                             |
| William R. Hearst             | 49                            | 49                            | 2                             |

## Tổng tuyển cử

### Chiến dịch

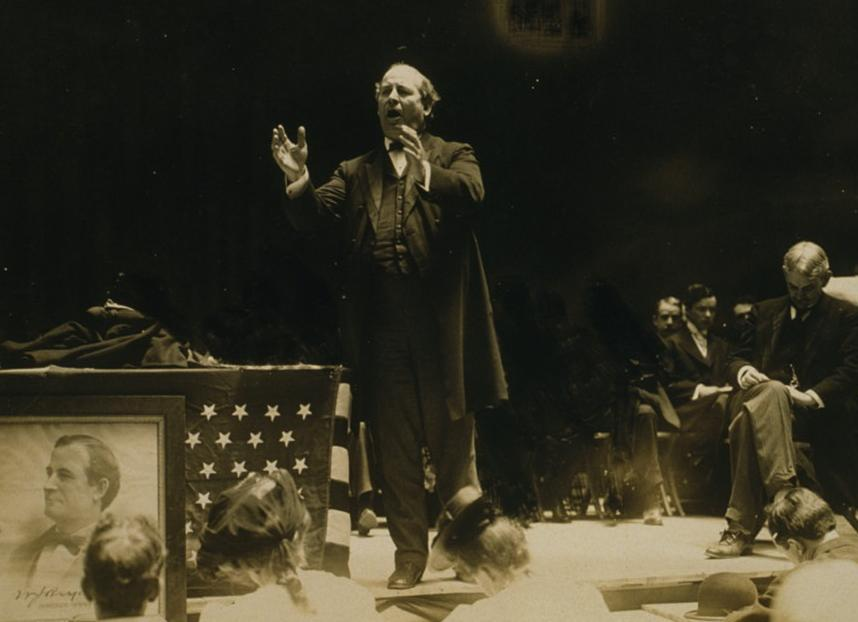
Một nhà hùng biện đang phát biểu

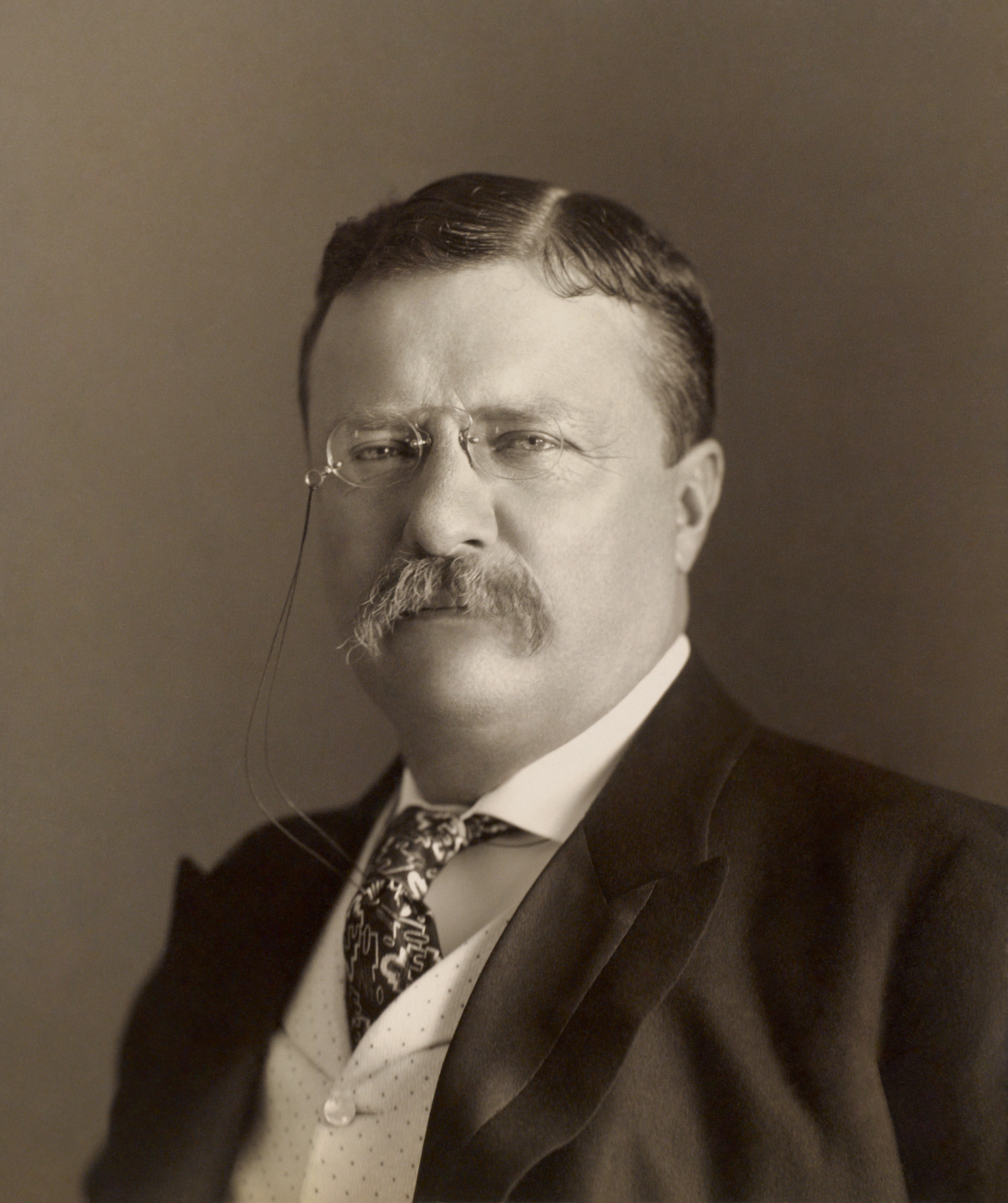
Theodore Roosevelt, tổng thống đương nhiệm năm 1908, người sẽ hết nhiệm kỳ vào ngày 4 tháng 3 năm 1909

Khi vấn đề Bạc tự do không còn thu hút sự chú ý như trước đây, Bryan đã vận động với một Cương lĩnh tiến bộ tấn công "chính phủ theo đặc quyền". Khẩu hiệu tranh cử của ông, "Nhân dân sẽ cai trị?", đã được đăng trên nhiều áp phích và kỷ vật của chiến dịch. Tuy nhiên, Taft đã làm giảm sự ủng hộ của phe tiến bộ cho Bryan bằng cách chấp nhận một số ý tưởng cải cách của ông, và bản thân các chính sách tiến bộ của Roosevelt đã làm mờ đi sự khác biệt giữa các đảng. Đảng Cộng hòa cũng sử dụng khẩu hiệu "Bỏ phiếu cho Taft ngay bây giờ trong khi bạn có thể bỏ phiếu cho Bryan bất cứ lúc nào", một sự ám chỉ mỉa mai đến hai chiến dịch tranh cử tổng thống thất bại trước đó của Bryan.
Ứng cử viên Đảng Xã hội, Eugene Debs, bắt đầu cuộc vận động tranh cử đầy tham vọng trên một chuyến tàu có biệt danh là Special Red, phát biểu về sự nghiệp Xã hội chủ nghĩa trên khắp đất nước. Quá trình căng thẳng của cuộc vận động khiến Debs kiệt sức, và thậm chí có một vài lúc, anh trai của ông là Theodore - người có ngoại hình rất giống Eugene - đã thay thế ông để ông có thời gian nghỉ ngơi.
Các doanh nhân tiếp tục ủng hộ Đảng Cộng hòa, còn Bryan không đảm bảo được sự ủng hộ của dân lao động. Kết quả là Bryan đã phải nhận thất bại nặng nề nhất trong ba lần tranh cử thất bại của mình. Ông đã mất gần như tất cả các bang phía Bắc vào tay Taft và bị bỏ xa những 8 điểm phần trăm.
Đây sẽ là chiến dịch tranh cử tổng thống cuối cùng của Bryan, mặc dù ông vẫn là một nhân vật có ảnh hưởng trong Đảng Dân chủ và vào năm 1912 sẽ đóng vai trò quan trọng trong việc ủng hộ Woodrow Wilson tranh cử Tổng thống. Charles W. Bryan, em trai của William, sẽ trở thành ứng cử viên Đảng Dân chủ cho chức Phó Tổng thống vào năm 1924. 162 phiếu đại cử tri của Bryan từ cuộc bầu cử này, cộng với 155 và 176 phiếu đại cử tri lần lượt từ các năm 1900 và 1896, khiến ông trở thành người nhận được nhiều phiếu đại cử tri nhất trong tất cả những lần tranh cử nhưng chưa bao giờ thực sự trở thành Tổng thống.

### Kết quả

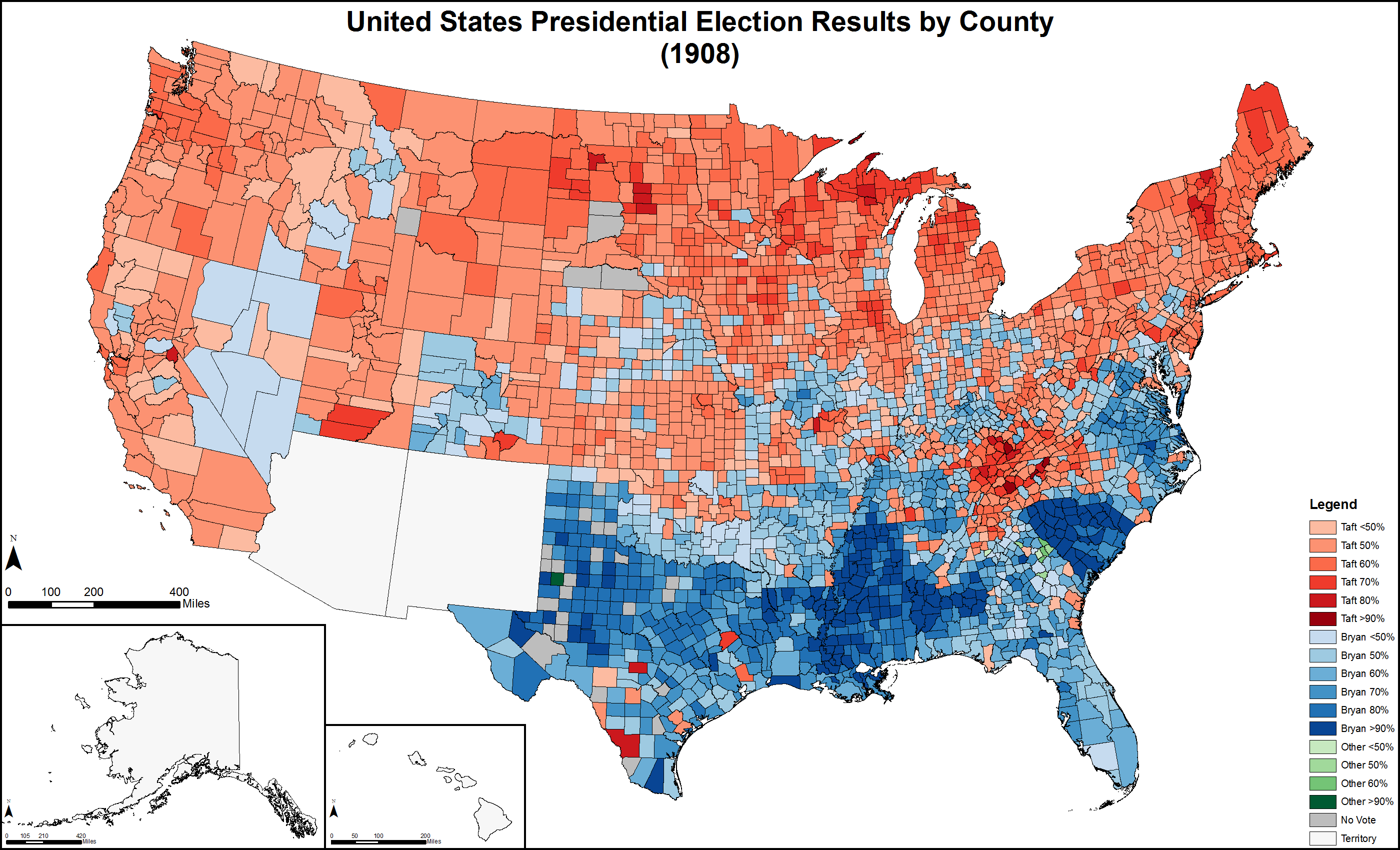
Kết quả theo quận, tô sắc theo phần trăm phiếu bầu cho ứng cử viên giành chiến thắng. Sắc đỏ cho Taft (Đảng Cộng hòa), sắc xanh lam cho Bryan (Đảng Dân chủ), sắc xanh lục cho những ứng viên khác và màu xám cho quận với không phiếu bầu nào được ghi nhận.

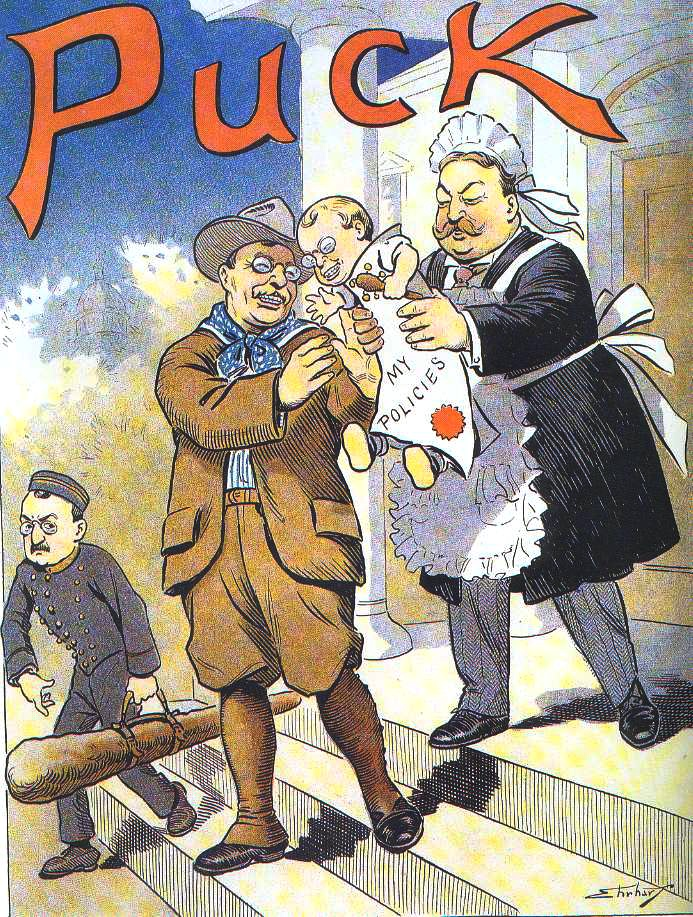
Roosevelt bàn giao các chính sách của mình cho người được ông bảo trợ, William H. Taft.

46 bang đã tham gia cuộc bầu cử (với Oklahoma lần đầu tham gia do mới gia nhập Liên bang chưa đầy một năm trước bầu cử). Bryan giành được 48 quận ở bang mới Oklahoma. Bryan nhận được nhiều phiếu bầu quan trọng nhất từ Trung Tây Nam, một phần do sự ủng hộ lớn của Oklahoma dành cho ông.
Trong số 2.858 quận, Taft chiến thắng 1.494 (52,27%) trong khi Bryan thắng 1.355 (47,41%). 9 quận (0,31%) ghi nhận nhiều phiếu bầu cho "ứng viên khác" hơn một trong hai ứng cử viên của 2 đảng lớn, trong khi 28 quận (0,97%) không ghi nhận bất kỳ phiếu bầu nào do đây là địa bàn sinh sống của người Mỹ bản địa, những người không có quyền bầu cử trong 16 năm, hoặc bởi những người Mỹ gốc Phi ở miền Nam bị tước quyền bầu cử. Taft giành đa số phiếu ở 1.325 quận, trong khi Bryan giành đa số ở 1.204 quận.
Bằng cách giành được 1.355 quận, Bryan đã giành được nhiều quận hơn so với năm 1900 (1.340), nhưng ít hơn số quận mà ông đã giành được vào năm 1896 (1.559). Bryan giành được nhiều quận hơn McKinley vào năm 1896, nhưng không giành được nhiều quận hơn ứng cử viên từ Đảng Cộng hòa vào năm 1900 hoặc 1904. Tuy nhiên, so với sức ảnh hưởng lớn của mình trong các cuộc bầu cử trước, Bryan chỉ khiêm tốn giành thêm 69 quận mà ông thất bại ở các kỳ bầu cử trước đó.
Bryan đã giành nhiều quận hơn cho Đảng Dân chủ ở mọi miền đất nước ngoại trừ New England và miền Nam. Số quận giành được bởi Bryan ở Wisconsin tăng gấp đôi trong khi ở Indiana, ông giành được nhiều quận hơn bất kỳ ứng cử viên khác của đảng Dân chủ trong Hệ thống Đảng thứ tư ngoại trừ năm 1912. Ông cũng giành được nhiều chiến thắng quyết định ở Missouri và Nebraska quê hương của ông,  bên cạnh việc đạt được những chiến thắng đáng chú ý khác ở Colorado và Nevada. Tuy nhiên, ở 4 bang miền Tây (Washington, Oregon, Wyoming và North Dakota), Michigan, Delaware và một số bang thuộc New England, đảng Dân chủ không thắng bất cứ một quận nào.
Tổng số phiếu bầu tăng lên rất nhiều, hơn một triệu so với năm 1904. Tuy nhiên, trong khi Taft có nhiều hơn Theodore Roosevelt gần 50.000 phiếu, Bryan có nhiều hơn tận 1.500.000 phiếu bầu so với Alton Parker và nhiều hơn cả hai chiến dịch tranh cử trước đó ông.
Điều đáng chú ý là số phiếu bầu "khác" chỉ kém khoảng bảy nghìn so với bốn năm trước đó. Các ứng viên "khác" giành số phiếu lớn nhất ở chín quận ở Georgia và Texas.
Quy mô của các bang mà Bryan giành được vào năm 1908 có lẽ là đặc điểm nổi bật bậc nhất trong các cuộc bầu cử tổng thống Mỹ. Trong chiến dịch tranh cử tổng thống lần thứ ba này và trong cuộc bầu cử tiếp theo mà ứng cử viên từ đảng ông chỉ giành được 5 triệu phiếu bầu, Bryan đã nhận được sự ủng hộ mạnh mẽ ở mọi khu vực trên đất nước và ở mọi bang. Hơn nữa, gần 2/3 số phiếu bầu cho Bryan đến từ 15 bang thuộc các khu vực (Đông Bắc) Trung-Đại Tây Dương, Trung Đông Bắc và Trung Tây Bắc.
Tính đến năm 2022, đây là cuộc bầu cử gần đây nhất trong số hai lần mà Kansas và Nebraska không bỏ phiếu cho cùng một ứng cử viên,  cuộc bầu cử gần đây nhất mà Nebraska bỏ phiếu khác với cả Kansas và North Dakota, và là cuộc bầu cử gần đây nhất mà ứng viên đảng Cộng hòa thắng cử mà không thắng được Nebraska. Tính đến năm 2020, Bryan là người thứ 5 trong số 7 ứng cử viên Tổng thống giành được lượng đáng kể phiếu đại cử tri trong ít nhất 3 cuộc bầu cử, những người còn lại là Thomas Jefferson, Henry Clay, Andrew Jackson, Grover Cleveland, Franklin D. Roosevelt và Richard Nixon. Trong số này, Jackson, Cleveland và Roosevelt cũng giành được lượng đáng kể phiếu phổ thông trong ít nhất 3 cuộc bầu cử. Clay và Bryan là 2 ứng cử viên duy nhất thua ba cuộc bầu cử tổng thống.
| Ứng cử viên Tổng thống         | Đảng                           | Bang nhà                       | Phiếu Phổ thông                | Phiếu Phổ thông                | Phiếu Đại cử tri | Đồng tranh cử              | Đồng tranh cử | Đồng tranh cử    |
| Ứng cử viên Tổng thống         | Đảng                           | Bang nhà                       | Số phiếu                       | %                              | Phiếu Đại cử tri | Ứng cử viên Phó Tổng thống | Bang nhà      | Phiếu Đại cử tri |
| ------------------------------ | ------------------------------ | ------------------------------ | ------------------------------ | ------------------------------ | ---------------- | -------------------------- | ------------- | ---------------- |
| William Howard Taft            | Cộng hòa                       | Ohio                           | 7.678.335                      | 51,57%                         | 321              | James S. Sherman           | New York      | 321              |
| William Jennings Bryan         | Dân chủ                        | Nebraska                       | 6.408.979                      | 43,04%                         | 162              | John W. Kern               | Indiana       | 162              |
| Eugene V. Debs                 | Xã hội                         | Indiana                        | 420,852                        | 2,83%                          | 0                | Benjamin Hanford           | New York      | 0                |
| Eugene W. Chafin               | Cấm rượu                       | Illinois                       | 254.087                        | 1,71%                          | 0                | Aaron S. Watkins           | Ohio          | 0                |
| Thomas L. Hisgen               | Độc lập                        | Massachusetts                  | 82.574                         | 0,55%                          | 0                | John Temple Graves         | Georgia       | 0                |
| Thomas E. Watson               | Dân túy                        | Georgia                        | 28.862                         | 0,19%                          | 0                | Samuel Williams            | Indiana       | 0                |
| August Gillhaus                | Lao động Xã hội                | New York                       | 14.031                         | 0,09%                          | 0                | Donald L. Munro            | Virginia      | 0                |
| Khác                           | Khác                           | Khác                           | 1.519                          | 0,01%                          | —                | Khác                       | Khác          | —                |
| Tổng cộng                      | Tổng cộng                      | Tổng cộng                      | 14.889.239                     | 100%                           | 483              |                            |               | 483              |
| Cần thiết để giành chiến thắng | Cần thiết để giành chiến thắng | Cần thiết để giành chiến thắng | Cần thiết để giành chiến thắng | Cần thiết để giành chiến thắng | 242              |                            |               | 242              |

| \| Phiếu Phổ thông \| Phiếu Phổ thông \| Phiếu Phổ thông \| Phiếu Phổ thông \| Phiếu Phổ thông \| \| --------------- \| --------------- \| --------------- \| --------------- \| --------------- \| \| \| \| \| \| \| \| Taft \| Taft \| \| 51.57% \| 51.57% \| \| Bryan \| Bryan \| \| 43.04% \| 43.04% \| \| Debs \| Debs \| \| 2.83% \| 2.83% \| \| Chafin \| Chafin \| \| 1.71% \| 1.71% \| \| Others \| Others \| \| 0.85% \| 0.85% \| |        |  |        |        |
| Phiếu Phổ thông |        |  |        |        |
| |        |  |        |        |
| Taft | Taft   |  | 51.57% | 51.57% |
| Bryan | Bryan  |  | 43.04% | 43.04% |
| Debs | Debs   |  | 2.83%  | 2.83%  |
| Chafin | Chafin |  | 1.71%  | 1.71%  |
| Others | Others |  | 0.85%  | 0.85%  |

| \| Phiếu Đại cử tri \| Phiếu Đại cử tri \| Phiếu Đại cử tri \| Phiếu Đại cử tri \| Phiếu Đại cử tri \| \| ---------------- \| ---------------- \| ---------------- \| ---------------- \| ---------------- \| \| \| \| \| \| \| \| Taft \| Taft \| \| 66.46% \| 66.46% \| \| Bryan \| Bryan \| \| 33.54% \| 33.54% \| |       |  |        |        |
| Phiếu Đại cử tri |       |  |        |        |
| |       |  |        |        |
| Taft | Taft  |  | 66.46% | 66.46% |
| Bryan | Bryan |  | 33.54% | 33.54% |

### Kết quả theo địa lý

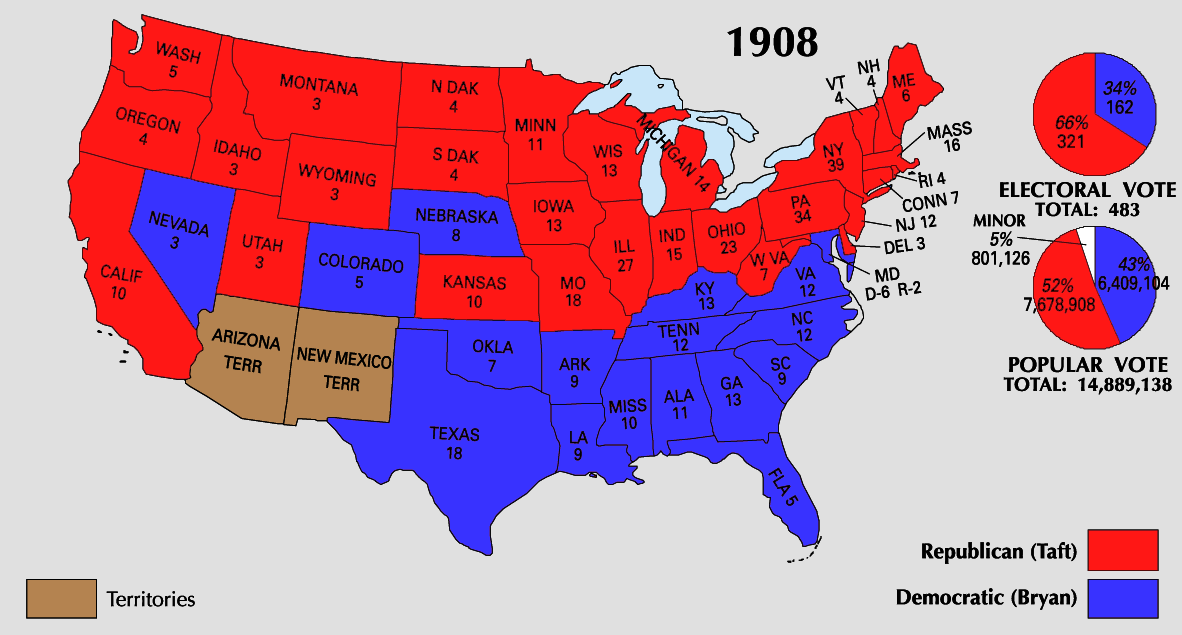
Kết quả Bầu cử chi tiết

Kết quả theo quận, được tô sắc theo phần trăm phiếu bầu

#### Thư viện Kết quả

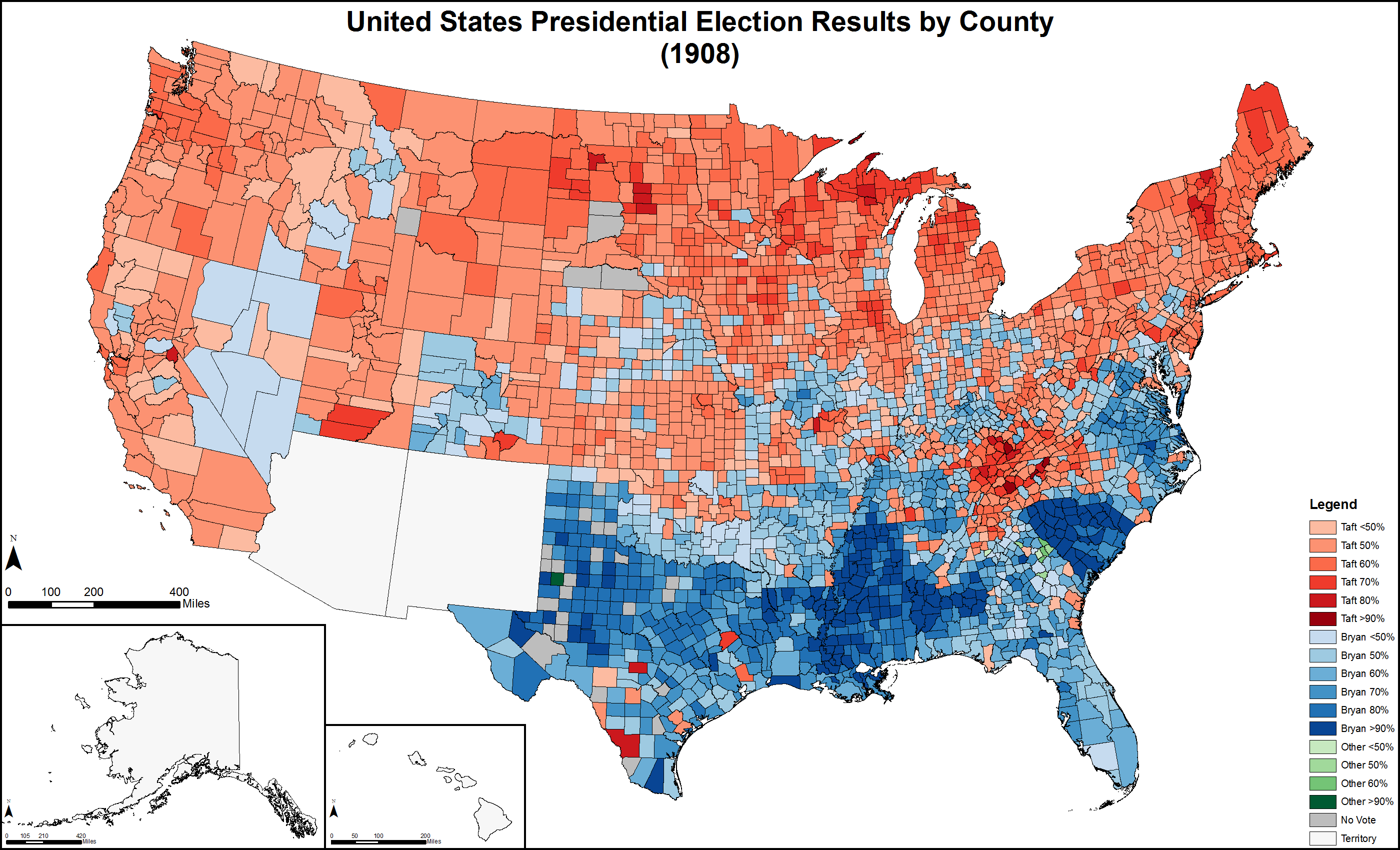
Kết quả theo quận
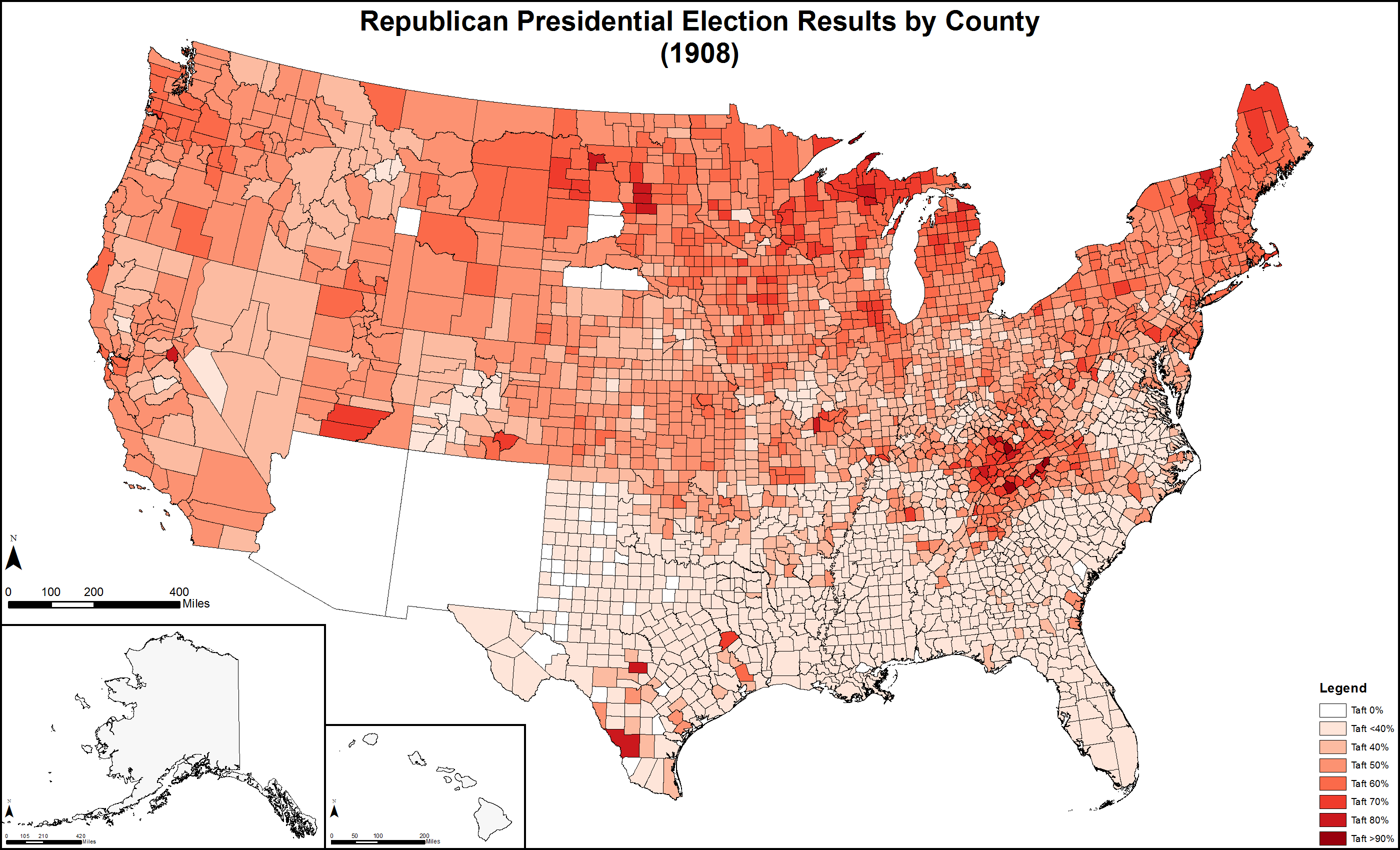
Quận bầu cho Đảng Cộng hòa, được tô sắc theo phần trăm phiếu bầu
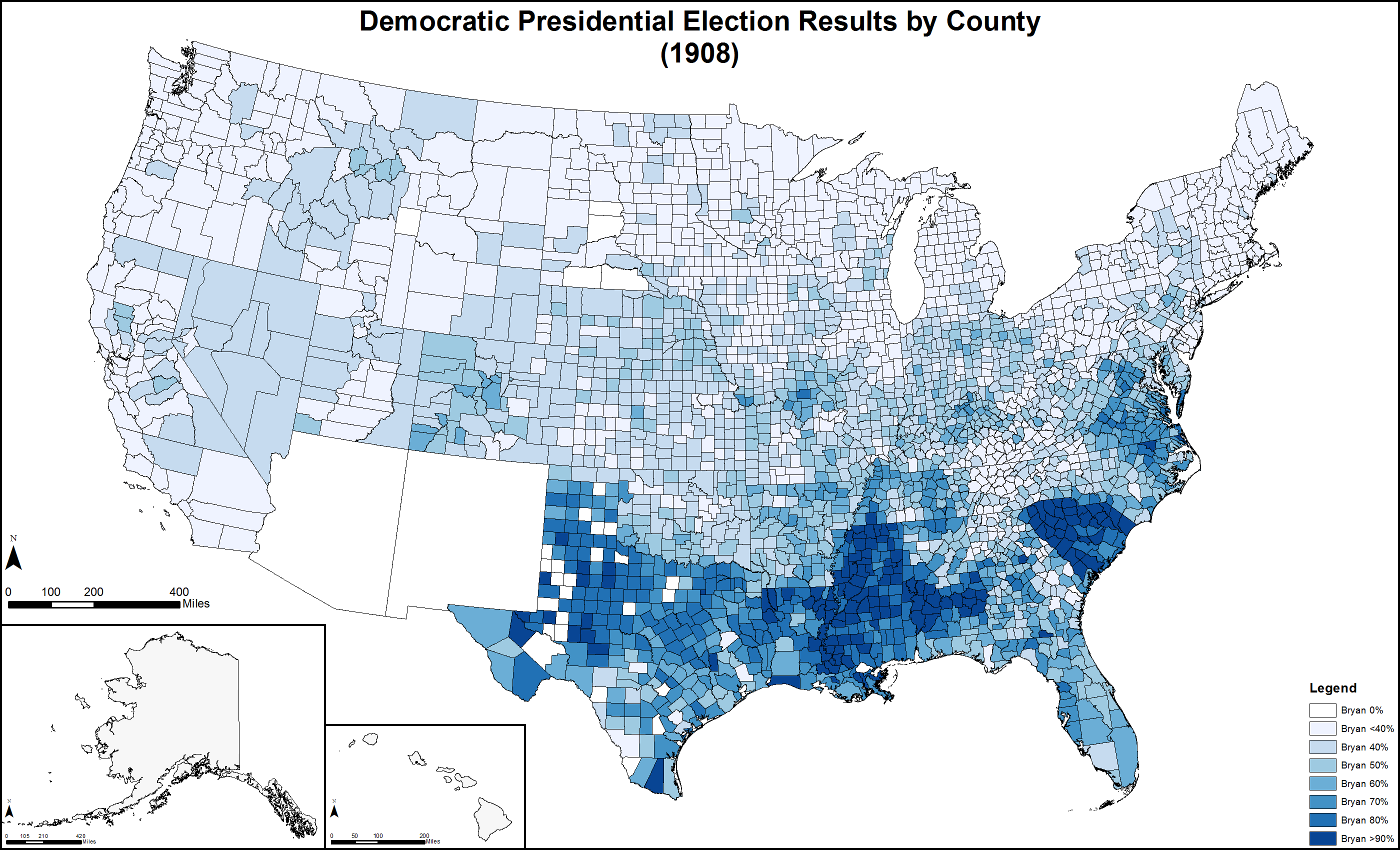
Quận bầu cho Đảng Dân chủ, được tô sắc theo phần trăm phiếu bầu
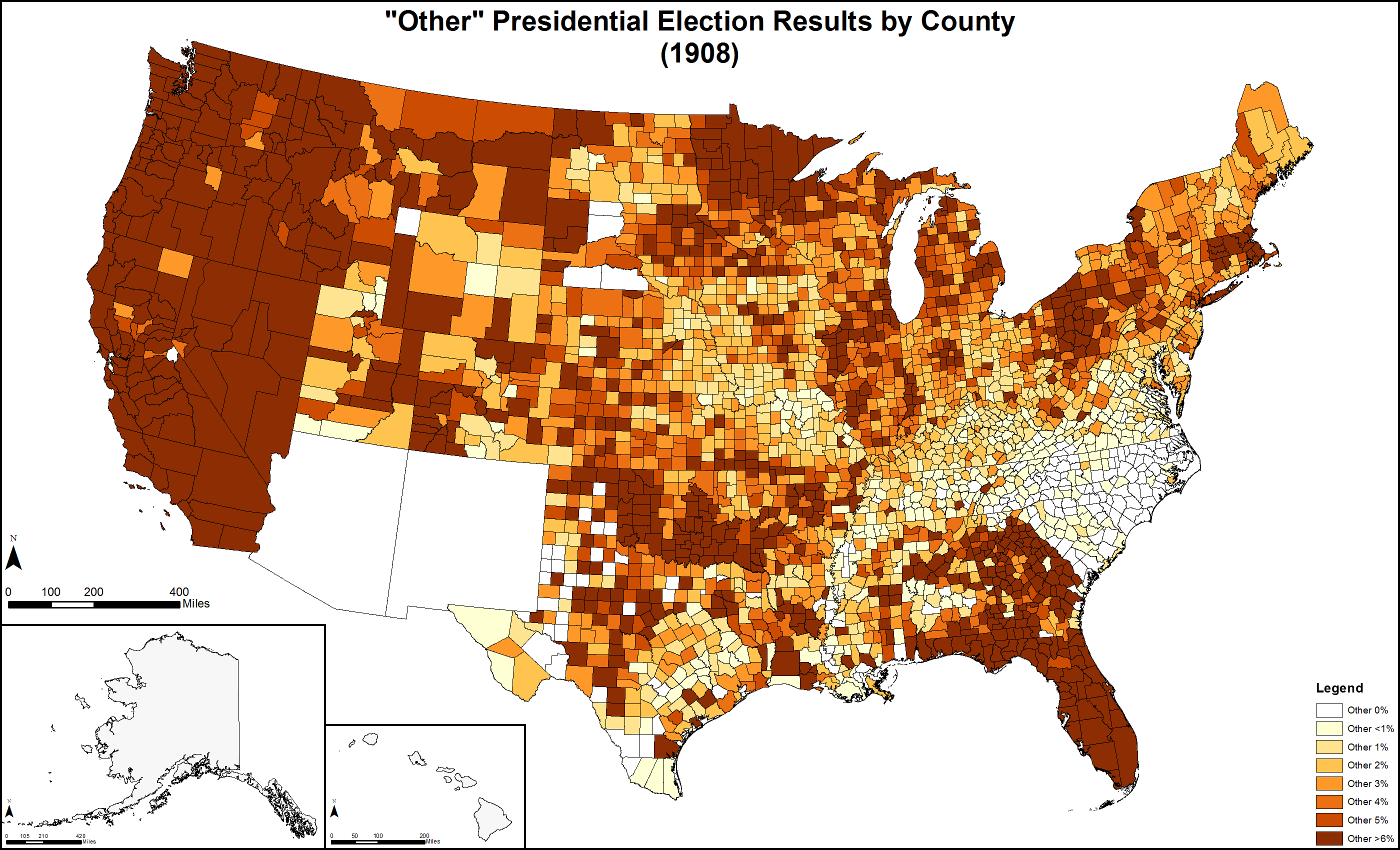
Quận bầu cho ứng cử viên "Khác", được tô sắc theo phần trăm phiếu bầu
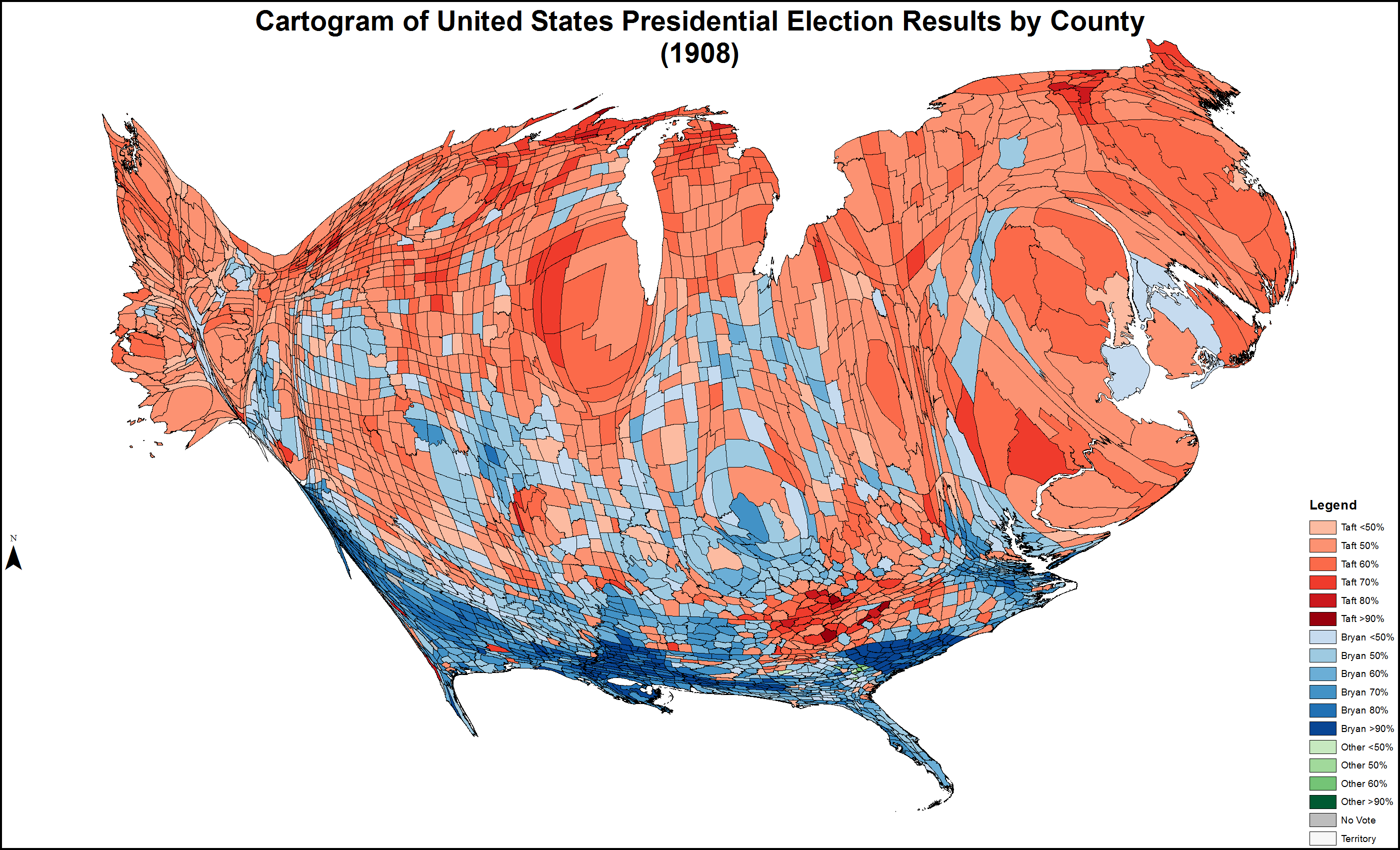
Tích đồ biểu thị kết quả theo quận
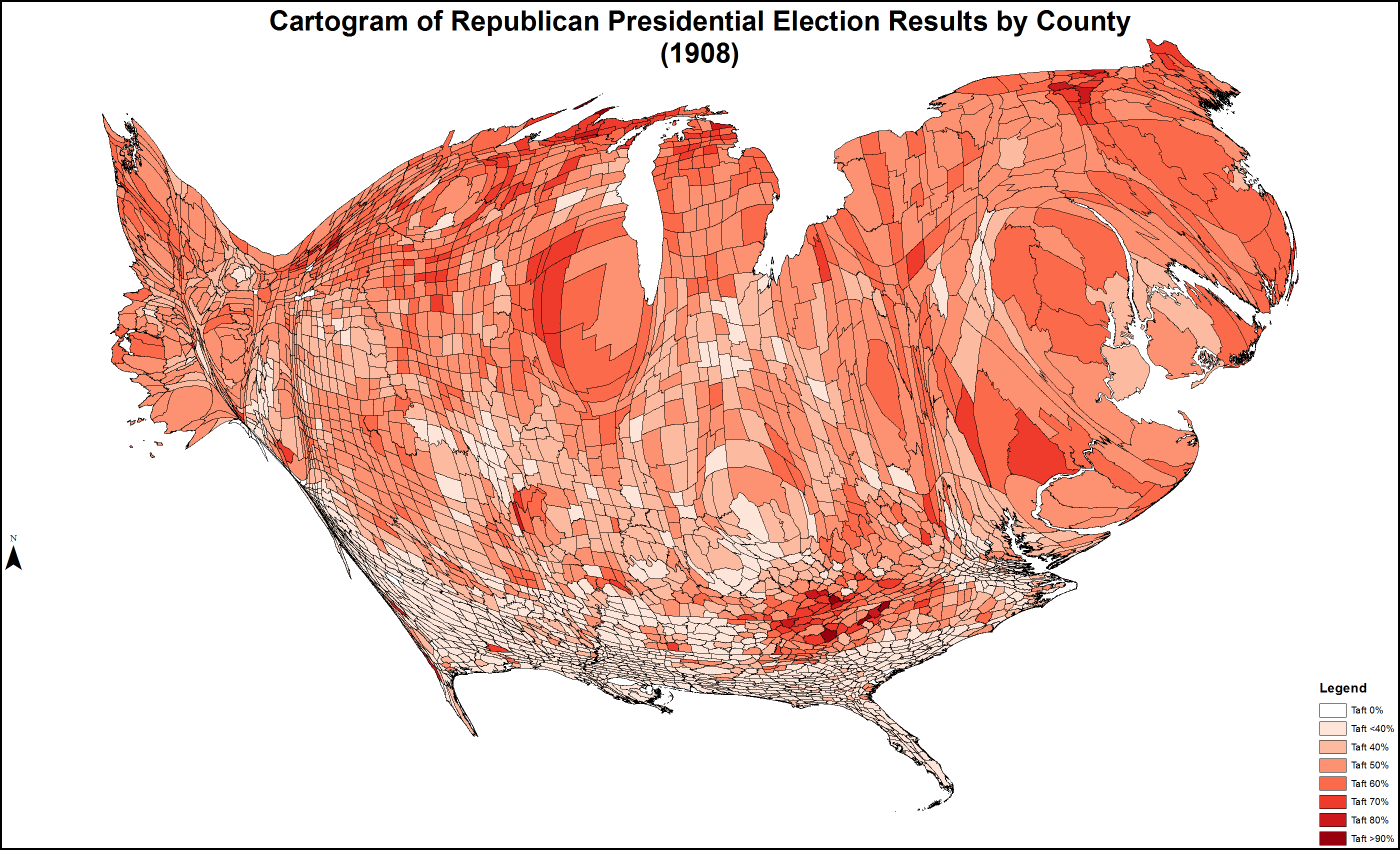
Tích đồ biểu thị quận bầu cho Đảng Cộng hòa
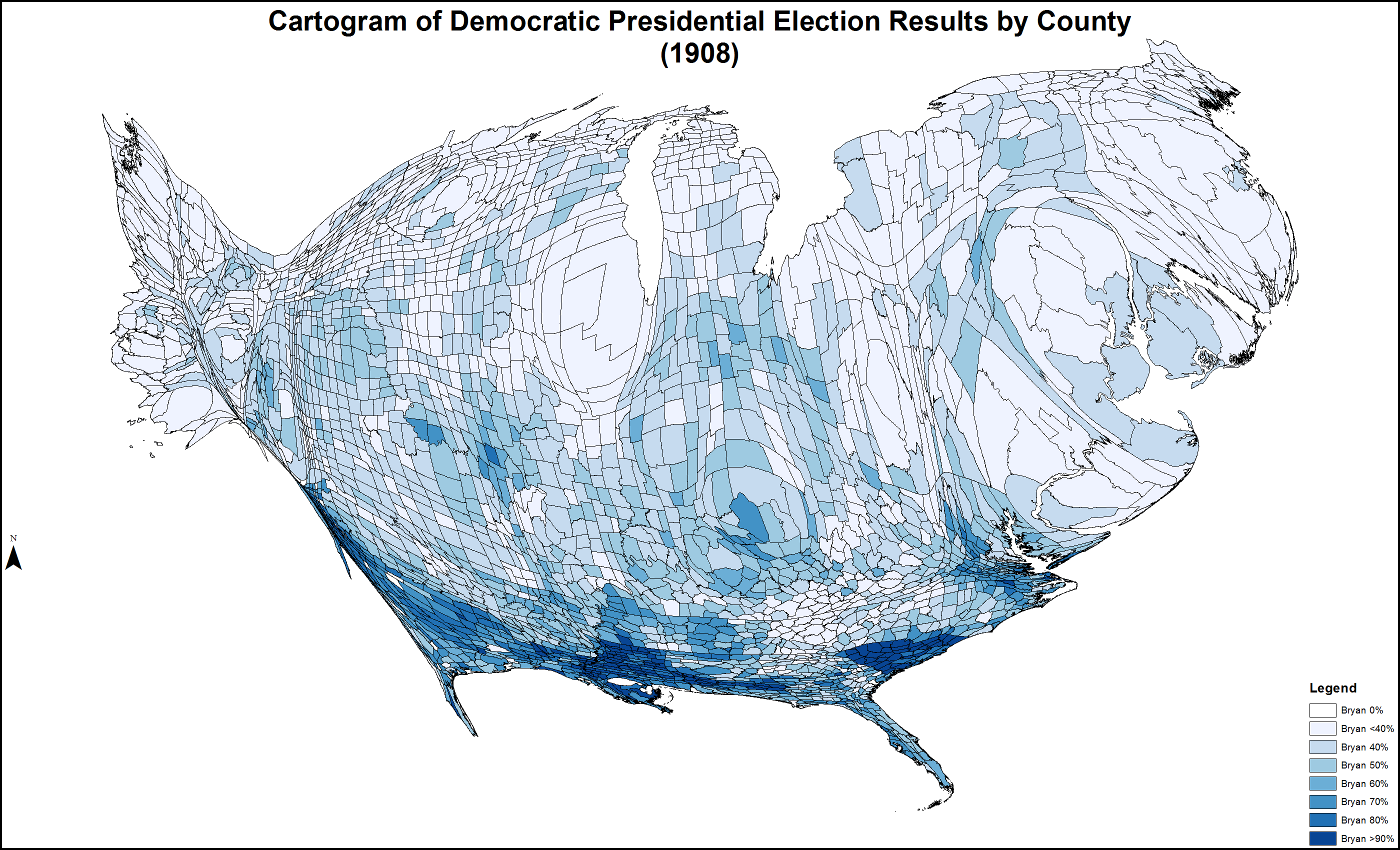
Tích đồ biểu thị quận bầu cho Đảng Dân chủ
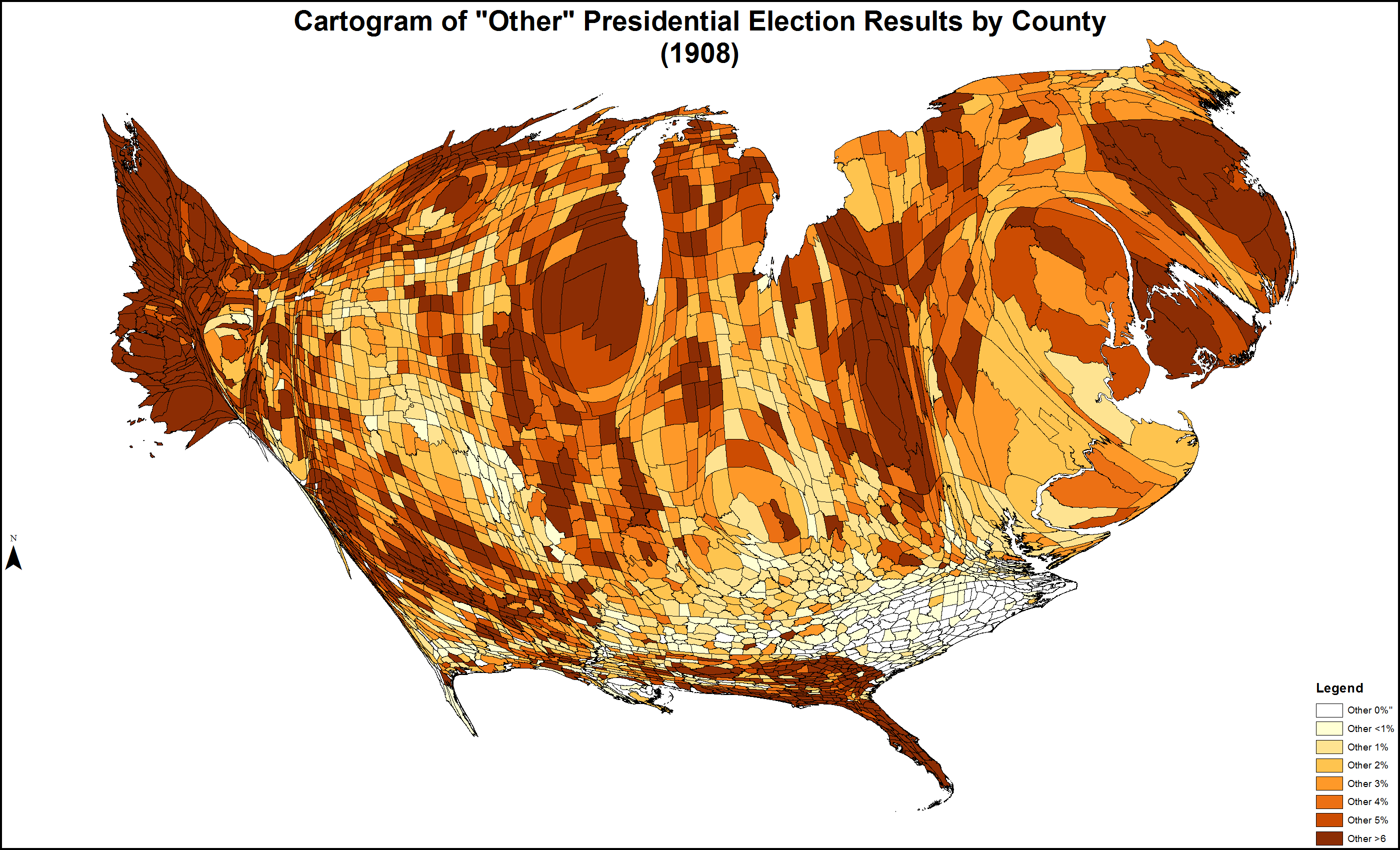
Tích đồ biểu thị quận bầu cho ứng cử viên "Khác"

### Kết quả theo Tiểu bang
Nguồn: 
| Bang/quận thắng bởi Bryan/Kern   |
| Bang/quận thắng bởi Taft/Sherman |

|                |                  | William Howard Taft Cộng hòa | William Howard Taft Cộng hòa | William Howard Taft Cộng hòa | William J. Bryan Dân chủ | William J. Bryan Dân chủ | William J. Bryan Dân chủ | Eugene V. Debs Xã hội | Eugene V. Debs Xã hội | Eugene V. Debs Xã hội | Eugene Chafin Cấm rượu | Eugene Chafin Cấm rượu | Eugene Chafin Cấm rượu | Thomas Hisgen Độc lập | Thomas Hisgen Độc lập | Thomas Hisgen Độc lập | Thomas Watson Nhân dân | Thomas Watson Nhân dân | Thomas Watson Nhân dân | August Gillhaus Lao động Xã hội | August Gillhaus Lao động Xã hội | August Gillhaus Lao động Xã hội | Cách biệt | Cách biệt | Tổng cộng  | Tổng cộng |
| Tiểu bang      | phiếu đại cử tri | #                            | %                            | phiếu đại cử tri             | #                        | %                        | phiếu đại cử tri         | #                     | %                     | phiếu đại cử tri      | #                      | %                      | phiếu đại cử tri       | #                     | %                     | phiếu đại cử tri      | #                      | %                      | phiếu đại cử tri       | #                               | %                               | phiếu đại cử tri                | #         | %         | #          |           |
| -------------- | ---------------- | ---------------------------- | ---------------------------- | ---------------------------- | ------------------------ | ------------------------ | ------------------------ | --------------------- | --------------------- | --------------------- | ---------------------- | ---------------------- | ---------------------- | --------------------- | --------------------- | --------------------- | ---------------------- | ---------------------- | ---------------------- | ------------------------------- | ------------------------------- | ------------------------------- | --------- | --------- | ---------- | --------- |
| Alabama        | 11               | 25,561                       | 24.31                        | -                            | 74,391                   | 70.75                    | 11                       | 1,450                 | 1.38                  | -                     | 690                    | 0.66                   | -                      | 497                   | 0.47                  | -                     | 1,576                  | 1.50                   | -                      | -                               | -                               | -                               | -48,830   | -46.44    | 105,152    | AL        |
| Arkansas       | 9                | 56,624                       | 37.30                        | -                            | 87,015                   | 57.31                    | 9                        | 5,842                 | 3.85                  | -                     | 1,026                  | 0.68                   | -                      | 289                   | 0.19                  | -                     | 1,026                  | 0.68                   | -                      | -                               | -                               | -                               | -30,391   | -20.02    | 151,822    | AR        |
| California     | 10               | 214,398                      | 55.46                        | 10                           | 127,492                  | 32.98                    | -                        | 28,659                | 7.41                  | -                     | 11,770                 | 3.04                   | -                      | 4,278                 | 1.11                  | -                     | -                      | -                      | -                      | -                               | -                               | -                               | 86,906    | 22.48     | 386,597    | CA        |
| Colorado       | 5                | 123,693                      | 46.88                        | -                            | 126,644                  | 48.00                    | 5                        | 7,960                 | 3.02                  | -                     | 5,559                  | 2.11                   | -                      | -                     | -                     | -                     | -                      | -                      | -                      | -                               | -                               | -                               | -2,951    | -1.12     | 263,858    | CO        |
| Connecticut    | 7                | 112,915                      | 59.43                        | 7                            | 68,255                   | 35.92                    | -                        | 5,113                 | 2.69                  | -                     | 2,380                  | 1.25                   | -                      | 728                   | 0.38                  | -                     | -                      | -                      | -                      | 608                             | 0.32                            | -                               | 44,660    | 23.50     | 190,003    | CT        |
| Delaware       | 3                | 25,014                       | 52.10                        | 3                            | 22,055                   | 45.94                    | -                        | 239                   | 0.50                  | -                     | 670                    | 1.40                   | -                      | 29                    | 0.06                  | -                     | -                      | -                      | -                      | -                               | -                               | -                               | 2,959     | 6.16      | 48,007     | DE        |
| Florida        | 5                | 10,654                       | 21.58                        | -                            | 31,104                   | 63.01                    | 5                        | 3,747                 | 7.59                  | -                     | 1,356                  | 2.75                   | -                      | 553                   | 1.12                  | -                     | 1,946                  | 3.94                   | -                      | -                               | -                               | -                               | -20,450   | -41.43    | 49,360     | FL        |
| Georgia        | 13               | 41,355                       | 31.21                        | -                            | 72,350                   | 54.60                    | 13                       | 584                   | 0.44                  | -                     | 1,452                  | 1.10                   | -                      | 76                    | 0.06                  | -                     | 16,687                 | 12.59                  | -                      | -                               | -                               | -                               | -30,995   | -23.39    | 132,504    | GA        |
| Idaho          | 3                | 52,621                       | 54.09                        | 3                            | 36,162                   | 37.17                    | -                        | 6,400                 | 6.58                  | -                     | 1,986                  | 2.04                   | -                      | 124                   | 0.13                  | -                     | -                      | -                      | -                      | -                               | -                               | -                               | 16,459    | 16.92     | 97,293     | ID        |
| Illinois       | 27               | 629,932                      | 54.53                        | 27                           | 450,810                  | 39.02                    | -                        | 34,711                | 3.00                  | -                     | 29,364                 | 2.54                   | -                      | 7,724                 | 0.67                  | -                     | 633                    | 0.05                   | -                      | 1,680                           | 0.15                            | -                               | 179,122   | 15.50     | 1,155,254  | IL        |
| Indiana        | 15               | 348,993                      | 48.40                        | 15                           | 338,262                  | 46.91                    | -                        | 13,476                | 1.87                  | -                     | 18,045                 | 2.50                   | -                      | 514                   | 0.07                  | -                     | 1,193                  | 0.17                   | -                      | 643                             | 0.09                            | -                               | 10,731    | 1.49      | 721,126    | IN        |
| Iowa           | 13               | 275,209                      | 55.62                        | 13                           | 200,771                  | 40.58                    | -                        | 8,287                 | 1.67                  | -                     | 9,837                  | 1.99                   | -                      | 404                   | 0.08                  | -                     | 261                    | 0.05                   | -                      | -                               | -                               | -                               | 74,438    | 15.05     | 494,769    | IA        |
| Kansas         | 10               | 197,216                      | 52.46                        | 10                           | 161,209                  | 42.88                    | -                        | 12,420                | 3.30                  | -                     | 5,033                  | 1.34                   | -                      | 68                    | 0.02                  | -                     | -                      | -                      | -                      | -                               | -                               | -                               | 36,007    | 9.58      | 375,946    | KS        |
| Kentucky       | 13               | 235,711                      | 48.03                        | -                            | 244,092                  | 49.74                    | 13                       | 4,093                 | 0.83                  | -                     | 5,885                  | 1.20                   | -                      | 200                   | 0.04                  | -                     | 333                    | 0.07                   | -                      | 405                             | 0.08                            | -                               | -8,381    | -1.71     | 490,719    | KY        |
| Louisiana      | 9                | 8,958                        | 11.93                        | -                            | 63,568                   | 84.63                    | 9                        | 2,514                 | 3.35                  | -                     | -                      | -                      | -                      | 77                    | 0.10                  | -                     | -                      | -                      | -                      | -                               | -                               | -                               | -54,610   | -72.70    | 75,117     | LA        |
| Maine          | 6                | 66,987                       | 63.00                        | 6                            | 35,403                   | 33.29                    | -                        | 1,758                 | 1.65                  | -                     | 1,487                  | 1.40                   | -                      | 700                   | 0.66                  | -                     | 1                      | 0.00                   | -                      | -                               | -                               | -                               | 31,584    | 29.70     | 106,336    | ME        |
| Maryland       | 8                | 116,513                      | 48.85                        | 2                            | 115,908                  | 48.59                    | 6                        | 2,323                 | 0.97                  | -                     | 3,302                  | 1.38                   | -                      | 485                   | 0.20                  | -                     | -                      | -                      | -                      | -                               | -                               | -                               | 605       | 0.25      | 238,531    | MD        |
| Massachusetts  | 16               | 265,966                      | 58.21                        | 16                           | 155,543                  | 34.04                    | -                        | 10,779                | 2.36                  | -                     | 4,374                  | 0.96                   | -                      | 19,237                | 4.21                  | -                     | -                      | -                      | -                      | 1,011                           | 0.22                            | -                               | 110,423   | 24.17     | 456,919    | MA        |
| Michigan       | 14               | 335,580                      | 61.93                        | 14                           | 175,771                  | 32.44                    | -                        | 11,586                | 2.14                  | -                     | 16,974                 | 3.13                   | -                      | 760                   | 0.14                  | -                     | -                      | -                      | -                      | 1,096                           | 0.20                            | -                               | 159,809   | 29.49     | 541,830    | MI        |
| Minnesota      | 11               | 195,843                      | 59.11                        | 11                           | 109,401                  | 33.02                    | -                        | 14,527                | 4.38                  | -                     | 11,107                 | 3.35                   | -                      | 426                   | 0.13                  | -                     | -                      | -                      | -                      | -                               | -                               | -                               | 86,442    | 26.09     | 331,304    | MN        |
| Mississippi    | 10               | 4,363                        | 6.52                         | -                            | 60,287                   | 90.11                    | 10                       | 978                   | 1.46                  | -                     | -                      | -                      | -                      | -                     | -                     | -                     | 1,276                  | 1.91                   | -                      | -                               | -                               | -                               | -55,924   | -83.59    | 66,904     | MS        |
| Missouri       | 18               | 347,203                      | 48.50                        | 18                           | 346,574                  | 48.41                    | -                        | 15,431                | 2.16                  | -                     | 4,284                  | 0.60                   | -                      | 402                   | 0.06                  | -                     | 1,165                  | 0.16                   | -                      | 868                             | 0.12                            | -                               | 629       | 0.09      | 715,927    | MO        |
| Montana        | 3                | 32,333                       | 46.98                        | 3                            | 29,326                   | 42.61                    | -                        | 5,855                 | 8.51                  | -                     | 827                    | 1.20                   | -                      | 481                   | 0.70                  | -                     | -                      | -                      | -                      | -                               | -                               | -                               | 3,007     | 4.37      | 68,822     | MT        |
| Nebraska       | 8                | 126,997                      | 47.60                        | -                            | 131,099                  | 49.14                    | 8                        | 3,524                 | 1.32                  | -                     | 5,179                  | 1.94                   | -                      | -                     | -                     | -                     | -                      | -                      | -                      | -                               | -                               | -                               | -4,102    | -1.54     | 266,799    | NE        |
| Nevada         | 3                | 10,775                       | 43.93                        | -                            | 11,212                   | 45.71                    | 3                        | 2,103                 | 8.57                  | -                     | -                      | -                      | -                      | 436                   | 1.78                  | -                     | -                      | -                      | -                      | -                               | -                               | -                               | -437      | -1.78     | 24,526     | NV        |
| New Hampshire  | 4                | 53,149                       | 59.32                        | 4                            | 33,655                   | 37.56                    | -                        | 1,299                 | 1.45                  | -                     | 905                    | 1.01                   | -                      | 584                   | 0.65                  | -                     | -                      | -                      | -                      | -                               | -                               | -                               | 19,494    | 21.76     | 89,600     | NH        |
| New Jersey     | 12               | 265,298                      | 56.80                        | 12                           | 182,522                  | 39.07                    | -                        | 10,249                | 2.19                  | -                     | 4,930                  | 1.06                   | -                      | 2,916                 | 0.62                  | -                     | -                      | -                      | -                      | 1,196                           | 0.26                            | -                               | 82,776    | 17.72     | 467,111    | NJ        |
| New York       | 39               | 870,070                      | 53.11                        | 39                           | 667,468                  | 40.74                    | -                        | 38,451                | 2.35                  | -                     | 22,667                 | 1.38                   | -                      | 35,817                | 2.19                  | -                     | -                      | -                      | -                      | 3,877                           | 0.24                            | -                               | 202,602   | 12.37     | 1,638,350  | NY        |
| North Carolina | 12               | 114,887                      | 45.49                        | -                            | 136,928                  | 54.22                    | 12                       | 372                   | 0.15                  | -                     | 354                    | 0.14                   | -                      | -                     | -                     | -                     | -                      | -                      | -                      | -                               | -                               | -                               | -22,041   | -8.73     | 252,554    | NC        |
| North Dakota   | 4                | 57,680                       | 61.02                        | 4                            | 32,885                   | 34.79                    | -                        | 2,421                 | 2.56                  | -                     | 1,496                  | 1.58                   | -                      | 43                    | 0.05                  | -                     | -                      | -                      | -                      | -                               | -                               | -                               | 24,795    | 26.23     | 94,525     | ND        |
| Ohio           | 23               | 572,312                      | 51.03                        | 23                           | 502,721                  | 44.82                    | -                        | 33,795                | 3.01                  | -                     | 11,402                 | 1.02                   | -                      | 439                   | 0.04                  | -                     | 162                    | 0.01                   | -                      | 721                             | 0.06                            | -                               | 69,591    | 6.20      | 1,121,552  | OH        |
| Oklahoma       | 7                | 110,550                      | 43.03                        | -                            | 123,907                  | 48.22                    | 7                        | 21,752                | 8.47                  | -                     | -                      | -                      | -                      | 274                   | 0.11                  | -                     | 412                    | 0.17                   | -                      | -                               | -                               | -                               | -11,889   | -4.66     | 256,917    | OK        |
| Oregon         | 4                | 62,530                       | 56.39                        | 4                            | 38,049                   | 34.31                    | -                        | 7,339                 | 6.62                  | -                     | 2,682                  | 2.42                   | -                      | 289                   | 0.26                  | -                     | -                      | -                      | -                      | 274                             | 0.11                            | -                               | 24,481    | 22.08     | 110,889    | OR        |
| Pennsylvania   | 34               | 745,779                      | 58.84                        | 34                           | 448,782                  | 35.41                    | -                        | 33,914                | 2.68                  | -                     | 36,694                 | 2.90                   | -                      | 1,057                 | 0.08                  | -                     | -                      | -                      | -                      | 1,224                           | 0.10                            | -                               | 296,997   | 23.43     | 1,267,450  | PA        |
| Rhode Island   | 4                | 43,942                       | 60.76                        | 4                            | 24,706                   | 34.16                    | -                        | 1,365                 | 1.89                  | -                     | 1,016                  | 1.40                   | -                      | 1,105                 | 1.53                  | -                     | -                      | -                      | -                      | 183                             | 0.25                            | -                               | 19,236    | 26.60     | 72,317     | RI        |
| South Carolina | 9                | 3,945                        | 5.94                         | -                            | 62,288                   | 93.84                    | 9                        | 100                   | 0.15                  | -                     | -                      | -                      | -                      | 46                    | 0.07                  | -                     | -                      | -                      | -                      | -                               | -                               | -                               | -58,343   | -87.89    | 66,379     | SC        |
| South Dakota   | 4                | 67,536                       | 58.84                        | 4                            | 40,266                   | 35.08                    | -                        | 2,846                 | 2.48                  | -                     | 4,039                  | 3.52                   | -                      | 88                    | 0.08                  | -                     | -                      | -                      | -                      | -                               | -                               | -                               | 27,270    | 23.76     | 114,775    | SD        |
| Tennessee      | 12               | 117,977                      | 45.87                        | -                            | 135,608                  | 52.73                    | 12                       | 1,870                 | 0.73                  | -                     | 301                    | 0.12                   | -                      | 332                   | 0.13                  | -                     | 1,092                  | 0.42                   | -                      | -                               | -                               | -                               | -17,631   | -6.86     | 257,180    | TN        |
| Texas          | 18               | 65,666                       | 22.35                        | -                            | 217,302                  | 73.97                    | 18                       | 7,870                 | 2.68                  | -                     | 1,634                  | 0.56                   | -                      | 115                   | 0.04                  | -                     | 994                    | 0.34                   | -                      | 176                             | 0.06                            | -                               | -151,636  | -51.62    | 293,757    | TX        |
| Utah           | 3                | 61,028                       | 56.19                        | 3                            | 42,601                   | 39.22                    | -                        | 4,895                 | 4.51                  | -                     | -                      | -                      | -                      | 87                    | 0.08                  | -                     | -                      | -                      | -                      | -                               | -                               | -                               | 18,427    | 16.97     | 108,613    | UT        |
| Vermont        | 4                | 39,552                       | 75.08                        | 4                            | 11,496                   | 21.82                    | -                        | -                     | -                     | -                     | 799                    | 1.52                   | -                      | 804                   | 1.53                  | -                     | -                      | -                      | -                      | -                               | -                               | -                               | 28,056    | 53.26     | 52,680     | VT        |
| Virginia       | 12               | 52,572                       | 38.36                        | -                            | 82,946                   | 60.52                    | 12                       | 255                   | 0.19                  | -                     | 1,111                  | 0.81                   | -                      | 51                    | 0.04                  | -                     | 105                    | 0.08                   | -                      | 25                              | 0.02                            | -                               | -30,374   | -22.16    | 137,065    | VA        |
| Washington     | 5                | 106,062                      | 57.68                        | 5                            | 58,691                   | 31.92                    | -                        | 14,177                | 7.71                  | -                     | 4,700                  | 2.56                   | -                      | 249                   | 0.14                  | -                     | -                      | -                      | -                      | -                               | -                               | -                               | 47,371    | 25.76     | 183,879    | WA        |
| West Virginia  | 7                | 137,869                      | 53.42                        | 7                            | 111,418                  | 43.17                    | -                        | 3,679                 | 1.43                  | -                     | 5,139                  | 1.99                   | -                      | -                     | -                     | -                     | -                      | -                      | -                      | -                               | -                               | -                               | 26,451    | 10.25     | 258,105    | WV        |
| Wisconsin      | 13               | 247,747                      | 54.52                        | 13                           | 166,662                  | 36.67                    | -                        | 28,147                | 6.19                  | -                     | 11,565                 | 2.54                   | -                      | -                     | -                     | -                     | -                      | -                      | -                      | 318                             | 0.07                            | -                               | 81,085    | 17.84     | 454,441    | WI        |
| Wyoming        | 3                | 20,846                       | 55.43                        | 3                            | 14,918                   | 39.67                    | -                        | 1,715                 | 4.56                  | -                     | 66                     | 0.18                   | -                      | 64                    | 0.17                  | -                     | -                      | -                      | -                      | -                               | -                               | -                               | 5,928     | 15.76     | 37,609     | WY        |
| TỔNG CỘNG:     | 483              | 7,678,335                    | 51.57                        | 321                          | 6,408,979                | 43.04                    | 162                      | 420,852               | 2.83                  | -                     | 254,087                | 1.71                   | -                      | 82,574                | 0.55                  | -                     | 28,862                 | 0.19                   | -                      | 14,031                          | 0.09                            | -                               | 1,269,356 | 8.53      | 14,889,239 | US        |

### Bang chuyển từ ủng hộ đảng Cộng hòa sang Dân chủ
- Colorado
- Nebraska
- Nevada

### Tiểu bang sít sao

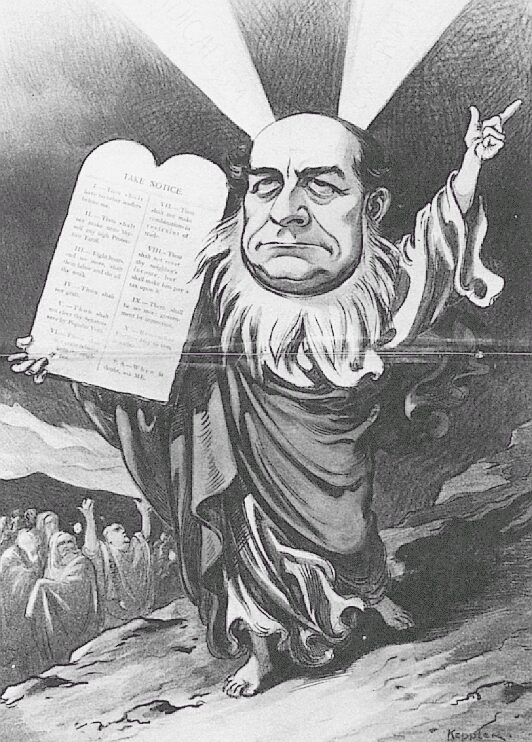
William J. Bryan vào vai Moses với 10 điều răn mới trong một áp phích biếm họa của Puck, ngày 19 tháng 9 năm 1906 của Joseph Keppler.

Các bang có cách biệt chiến thắng dưới 5% (46 phiếu đại cử tri):
1. Missouri, 0,09% (629 phiếu)
2. Maryland, 0,25% (605 phiếu)

Các bang có cách biệt chiến thắng từ 5% đến 10% (60 phiếu đại cử tri):
1. Colorado, 1,12% (2.951 phiếu)
2. Indiana, 1,49% (10.731 phiếu)
3. Nebraska, 1,54% (4.102 phiếu)
4. Kentucky, 1,71% (8.381 phiếu)
5. Nevada, 1,78% (437 phiếu)
6. Montana, 4,37% (3.007 phiếu)
7. Oklahoma, 4,66% (11.889 phiếu)

Các bang có cách biệt chiến thắng từ 5% đến 10% (60 phiếu đại cử tri):
1. Delaware, 6,16% (2.959 phiếu)
2. Tennessee, 6,86% (17.631 phiếu)
3. Ohio, 6,20% (69.591 phiếu)
4. Bắc Carolina, 8,73% (22.041 phiếu)
5. Kansas, 9,58% (36.007 phiếu)

Tiểu bang quyết định
1. Tây Virginia, 10,25% (26.451 phiếu)

#### Thống kê
Các quận với tỷ lệ phiếu bầu cho Đảng Cộng hòa cao nhất:
1. Quận Leslie, Kentucky 92,96%
2. Quận Unicoi, Tennessee 92,77%
3. Quận Sevier, Tennessee 91,44%
4. Quận Keweenaw, Michigan 90,56%
5. Quận Johnson, Tennessee 90,21%

Các quận với tỷ lệ phiếu bầu cho Đảng Dân chủ cao nhất:
1. Quận Hampton, Nam Carolina 100,00%
2. Quận King, Texas 100,00%
3. Quận Garza, Texas 100,00%
4. Quận Loving, Texas 100,00%
5. Quận Wilcox, Alabama 99,81%

Các quận với tỷ lệ phiếu bầu cho ứng cử viên Khác cao nhất:
1. Quận Terry, Texas 100,00%
2. Quận Glascock, Georgia 69,97%
3. Quận McDuffie, Georgia 64,31%
4. Quận Lincoln, Georgia 61,65%
5. Quận Oconee, Georgia 56,21%

## Kỷ vật của chiến dịch

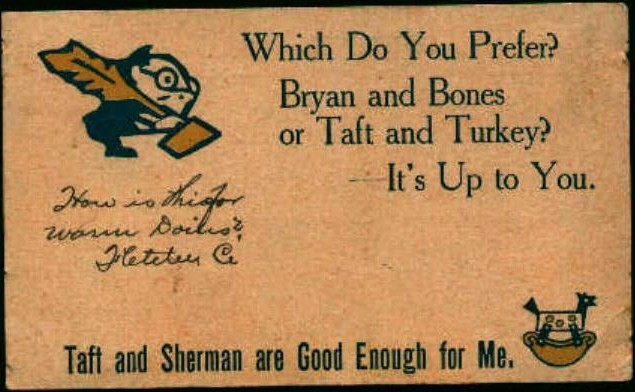
Bưu phẩm Taft-Sherman
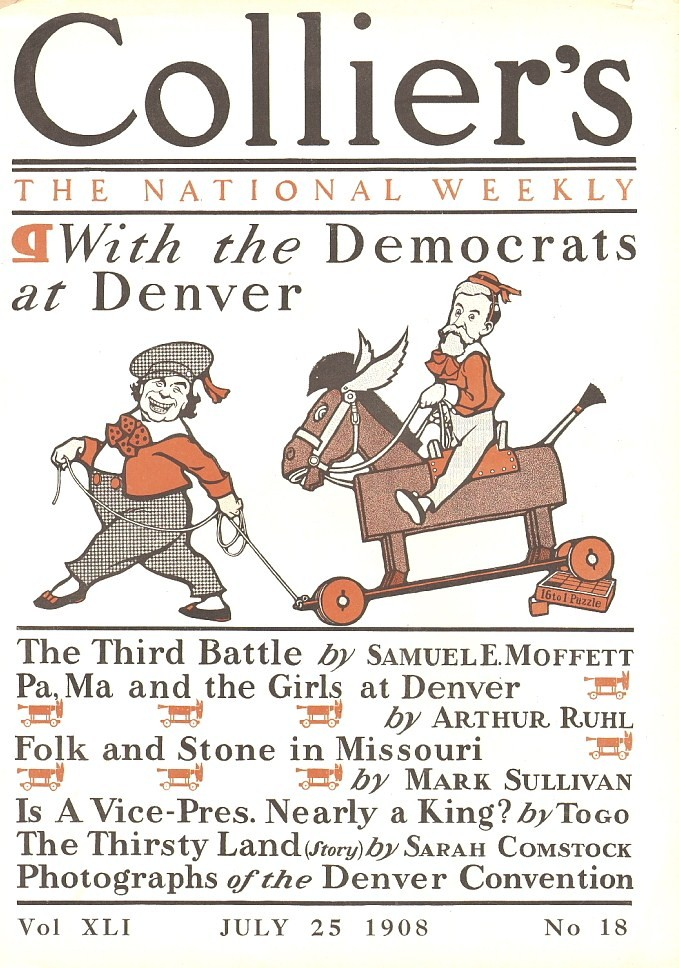
Tạp chí Collier
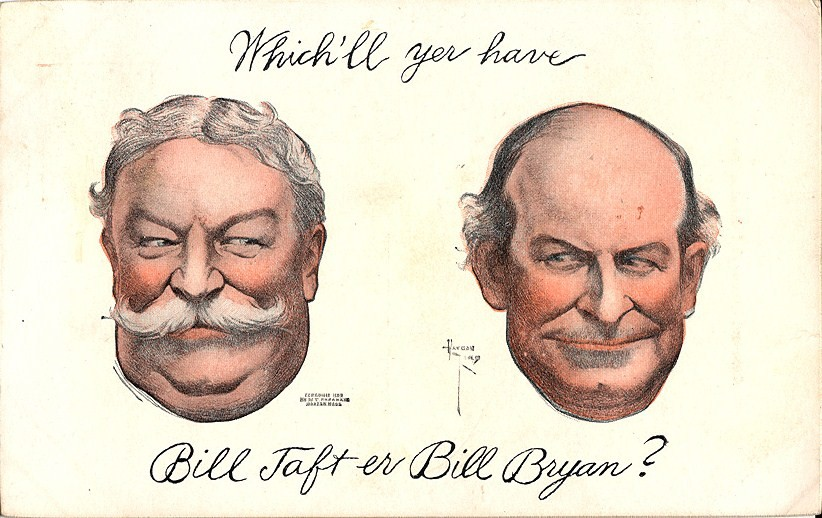
Bưu thiếp hài hước
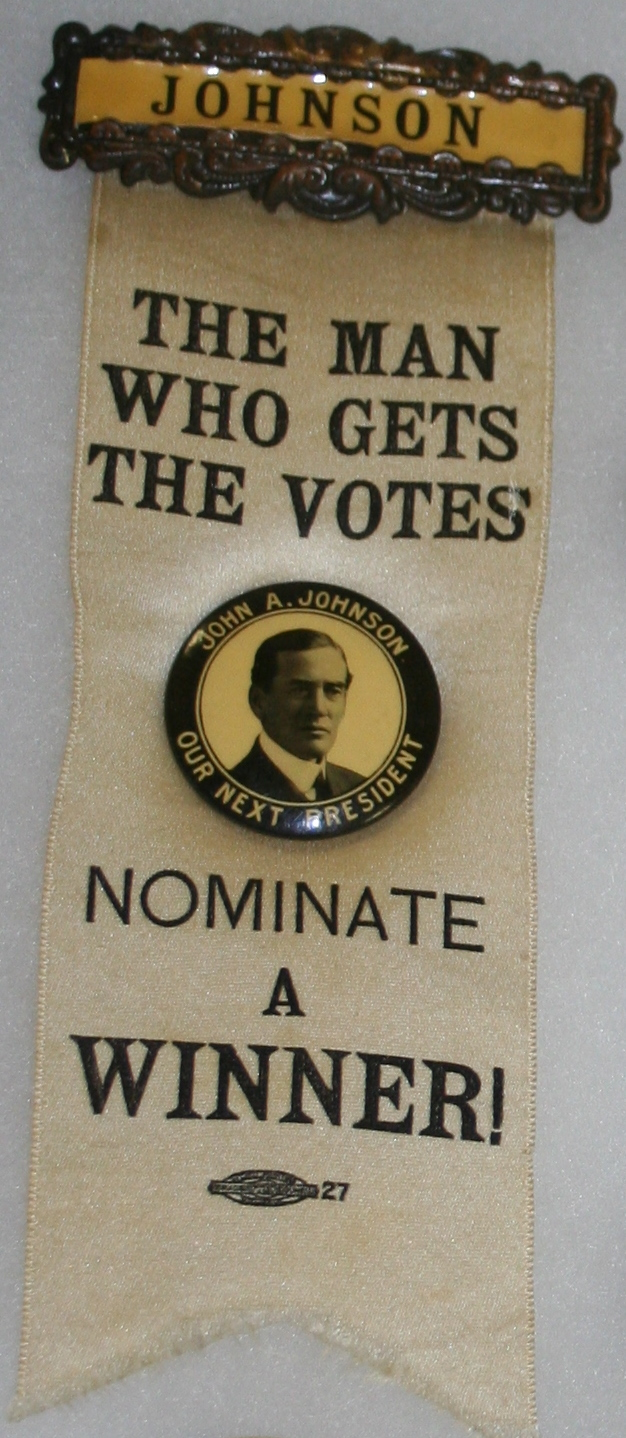
Ruy băng John Johnson
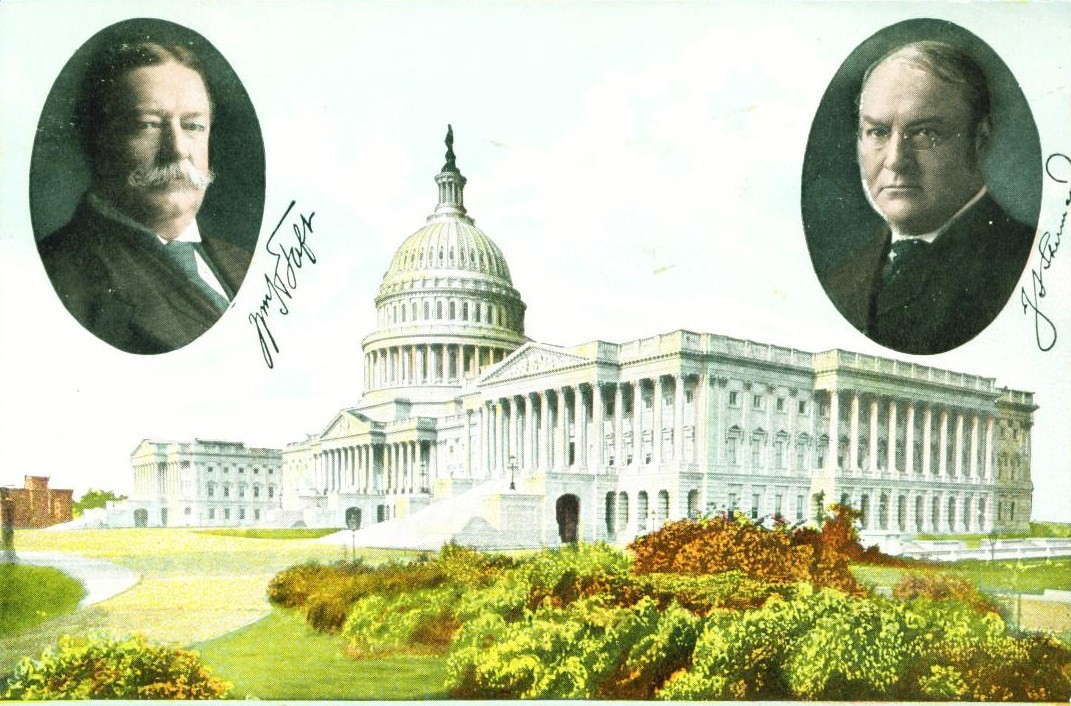
Bưu thiếp Taft-Sherman với Điện Capitol
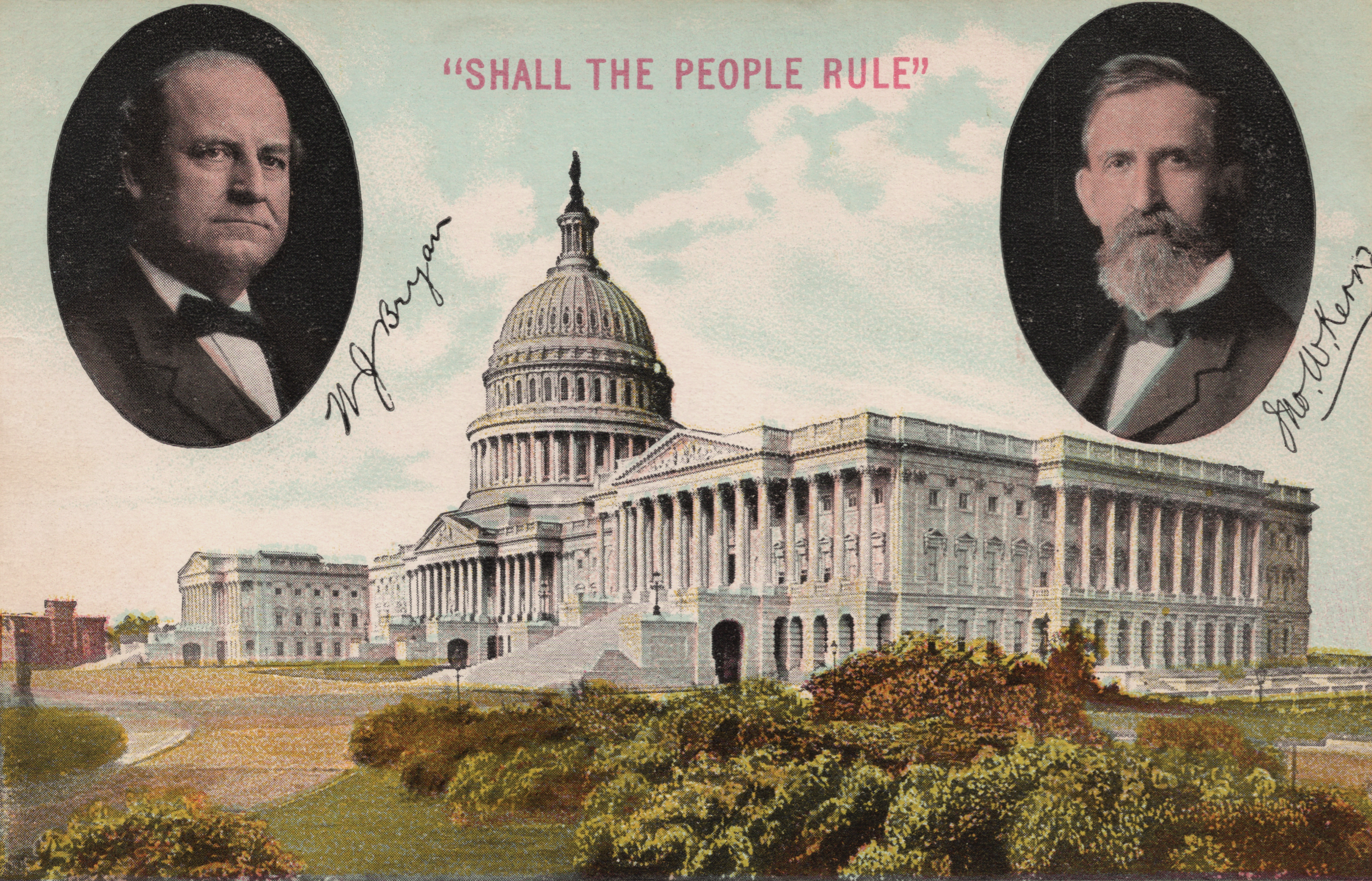
Bưu phẩm Bryan-Kern với Điện Capitol